# 约翰·肯尼迪
约翰·菲茨杰拉德·肯尼迪（1917年5月29日—1963年11月22日），简称约翰·F·肯尼迪（John F. Kennedy）、JFK或杰克·肯尼迪（Jack Kennedy），是第35任美国总统。
第二次世界大战期间，刚从哈佛大学毕业的肯尼迪加入美国海军，后因英勇表现获颁紫心勋章。1946年至1960年期间先后推任美国众议院和美国参议员组别。1960年当选美国总统，成为美國首位信奉天主教的總統。任内的主要事件包括：與聯邦儲備券變革相關的第11110號行政命令、猪湾事件、古巴导弹危机、柏林圍牆的建立、太空競賽、越南战争以及非裔美國人民權運動。
1963年11月22日，約翰·肯尼迪在德克薩斯州達拉斯遇刺身亡，成为第四位遇刺身亡的美国总统。肯尼迪之死影响了美国政治的发展方向，被视为对美国历史产生决定性影响的事件。

## 家族的发迹
約翰·肯尼迪的曾祖父帕特里克·肯尼迪是爱尔兰韦克斯福德郡人，1848年逃荒，移民到了美国麻薩諸塞州的波士顿。祖父帕特里克·J·肯尼迪在波士顿开了一家酒吧，兼营銀行业，还参与当地的政治活动，当过麻薩諸塞州的议员。
父亲老约瑟夫·P·肯尼迪于1888年生於波士顿，1912年在哈佛大学毕业，后从事银行业。1914年在波士顿东区哥伦比亚信托银行当总经理。第一次世界大战时在伯明翰造船公司下属的一个分厂任副总经理。
一战结束后老肯尼迪因为投资股票赚了大钱，就此成为百万富翁，后到好莱坞经营电影制片业。1930年回到波士顿。1932年美国总统选举时，他支持富兰克林·德拉诺·罗斯福。1934年他被富兰克林·德拉诺·罗斯福总统任命为新成立的美国证券交易委员会主席，1937年又主持海事委员会，不久后出任美国驻英国大使。他对阿道夫·希特勒在欧洲的暴行虽然表示过不满，但极力反对美国與納粹德國作戰。1940年11月，老肯尼迪在一片反对声中辞去大使职务。
1960年美国《财富世界500强》杂志把肯尼迪家族列为美国第十二大富裕家族，估计拥有资产2－4亿美元。

## 早年生活

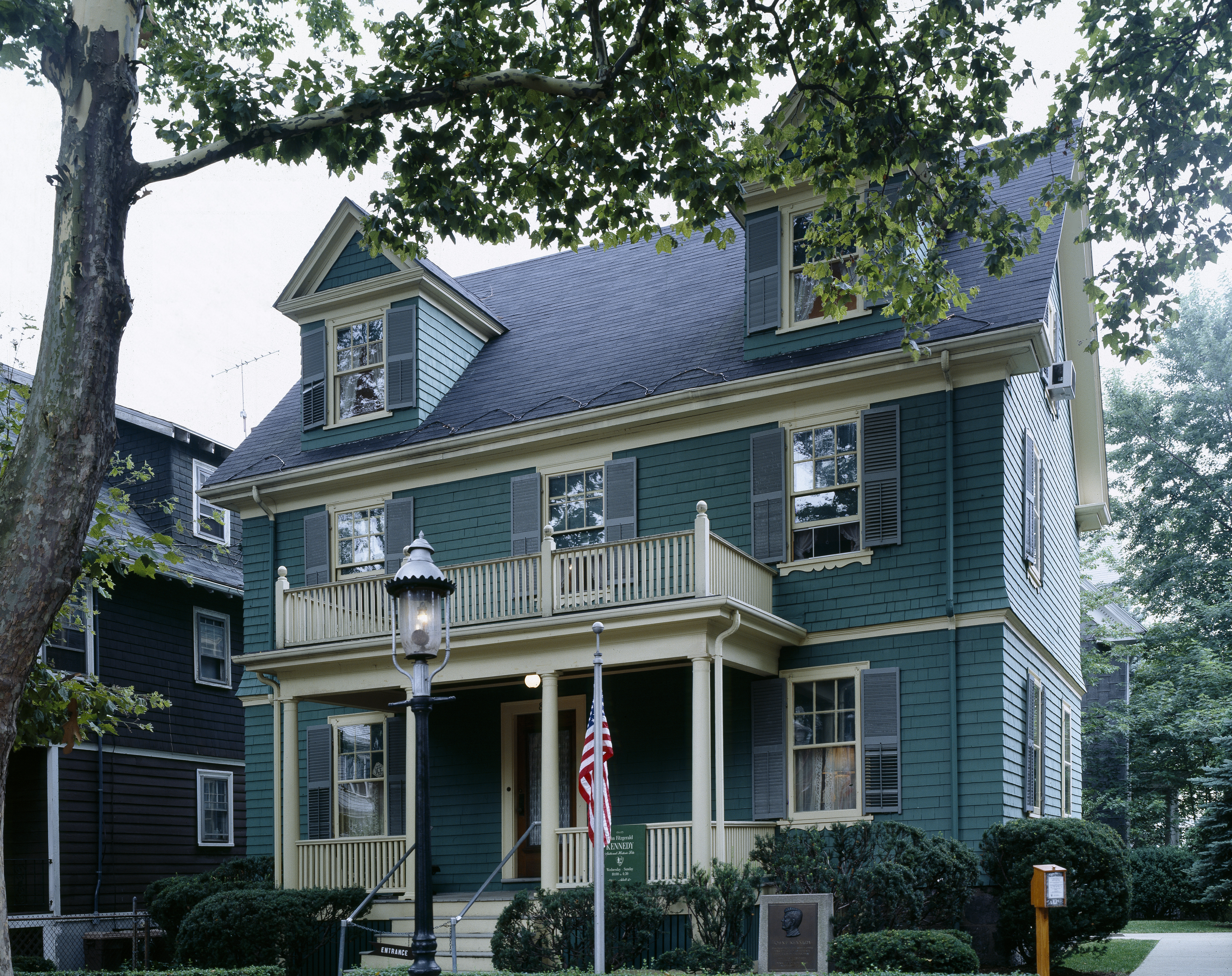
約翰·甘迺迪的出生地，位於麻薩諸塞州布鲁克莱恩

1917年5月29日，约翰·肯尼迪出生於美国麻薩諸塞州布鲁克莱恩比尔街83号的寓所。父亲老约瑟夫·P·肯尼迪和母亲罗丝·肯尼迪于1914年10月结婚，共育有子女九人，四男五女，約翰·肯尼迪是次子。

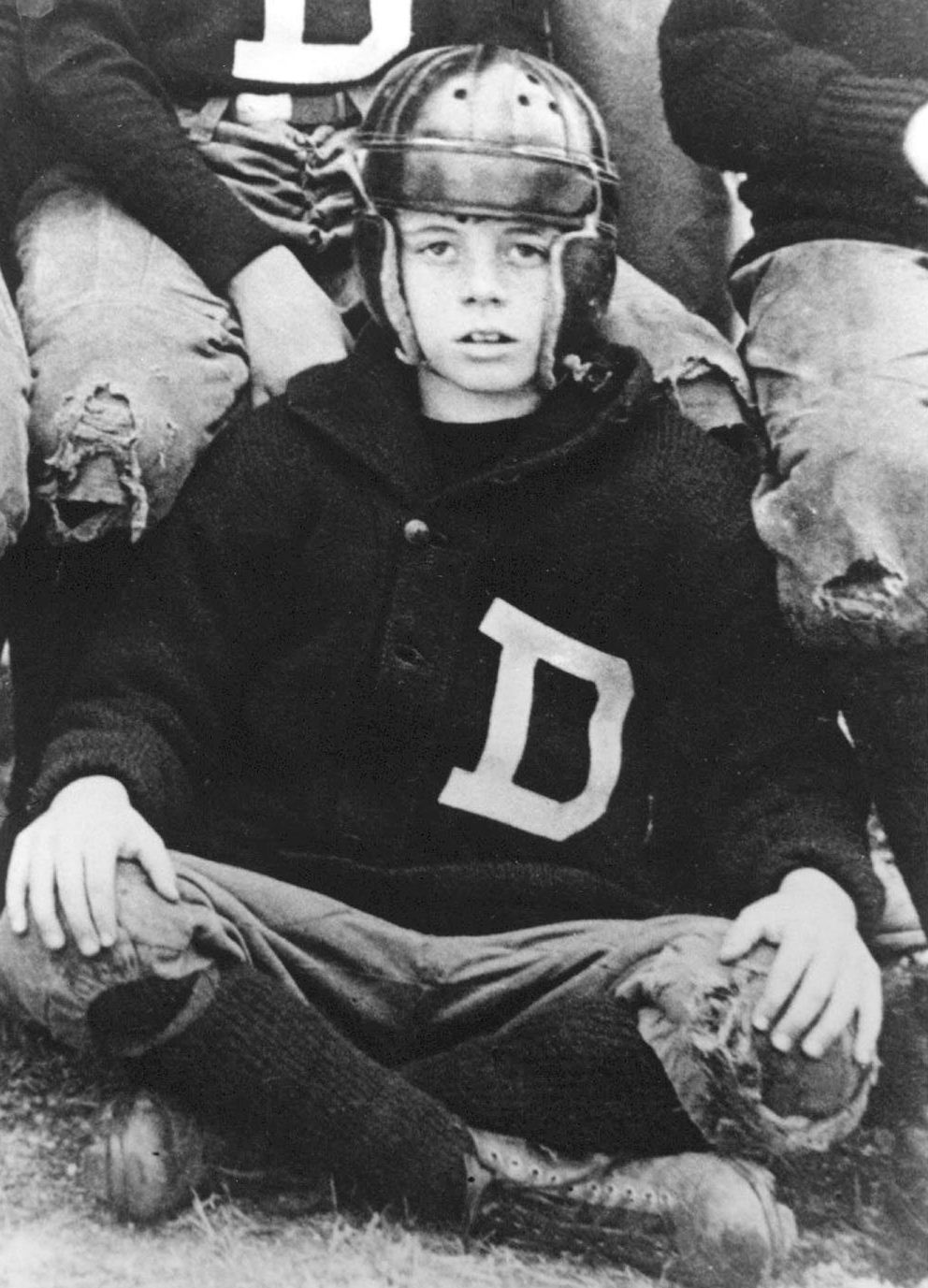
身穿德克斯特索斯菲爾德學校足球制服的約翰·甘迺迪(1926年)

約翰·肯尼迪在他五岁的时候进入佛羅里達魯芬雷德利學校学习，1922年－1924年期间，他在那裡学习幼儿园到三年级的课程。1924年，七岁的約翰·肯尼迪和他九岁的哥哥小约瑟夫·P·肯尼迪被送入学校学习。后来約翰·肯尼迪又被送到位於康乃狄克州沃灵福德的喬特羅斯瑪麗中學继续学习、生活。1935年秋季，他请求插班学习普林斯顿大学的课程，但是遭到了该学校的拒绝。后来，他的父亲经过努力，安排他于11月初入学。由於疾病缠身，他只坚持到12月就中断了学习。1936年7月，約翰·肯尼迪申请进入哈佛大学学习并被顺利录取。

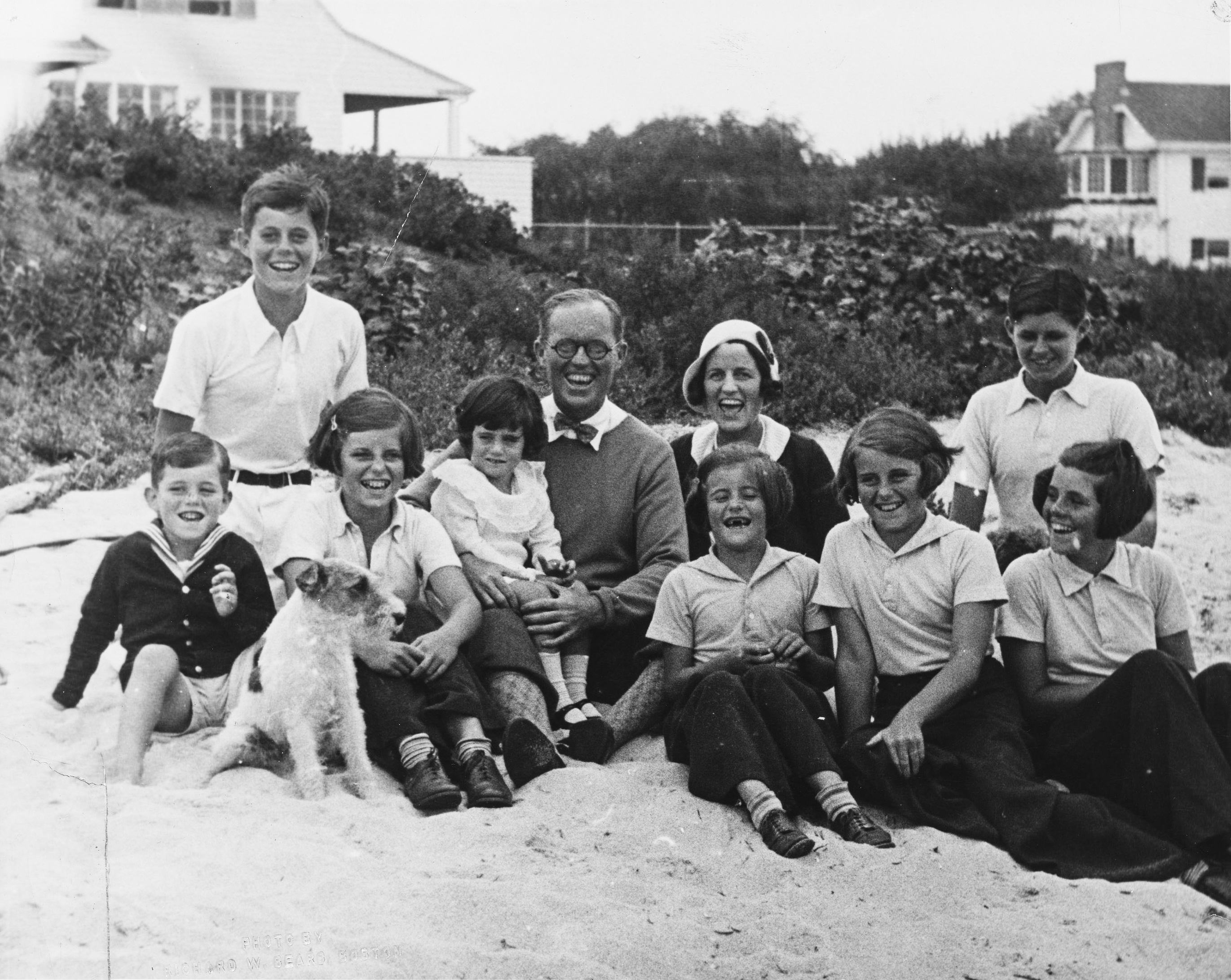
約翰·甘迺迪一家在海恩尼斯港的合照，左上角穿白襯衫為約翰·甘迺迪(1931年)

在哈佛大学学习期间，他曾两度到欧洲访问。1937年夏季，他用了两个月的时间在法国和英国旅行。探询富兰克林·德拉诺·罗斯福政府新政治协商会议筹备会下的美国的发展和欧洲的发展的情况、納粹德國与法西斯意大利是否使人们担忧会再次爆发欧洲战争等问题。1939年春季，他再次访问了伦敦和罗马等地，并从教宗庇護十二世那裡领受了圣餐堂。在这两次访问的间隙，他还于1938年7月大学二年级毕业后到达伦敦，利用暑假时间在美国大使馆工作，并于假期结束后返回美国，参加哈佛大学三年级课程的学习。

約翰·肯尼迪和母亲罗丝·肯尼迪，1962年6月12日。

約翰·肯尼迪的欧洲之行和课程学习的主要成果，是一篇论述英国绥靖主义根源的大学四年级优等生论文。他花费了两个月的时间写成了論文，《纽约时报》专栏作家帮助他进行了风格方面的修改，并根据英國前首相温斯顿·丘吉尔的作品推荐了一个标题：《英格蘭為何沉睡》。約翰·肯尼迪写成这篇论文之后，他的父亲鼓励他出版成书，之後这本书在美国和英国都得到了好评，销量龐大。1940年6月他以优异的成绩从哈佛大学毕业，并获得了国际关系荣誉学位。
1940年9月，約翰·肯尼迪到史丹佛大學商学院学习。以便在加利福尼亚州恢复身体健康。他的研究生课程（只学了一个学期，到1940年12月）理应为商务和国际金融，但他仍然对政治学和国际关系十分感兴趣。健康问题再次导致他于1941年初回到美国东部，忙于找人撰写他父亲的回忆录。約翰·肯尼迪曾考虑申请进入耶鲁大学法学院学习，但他后来因陪同家人到南美洲旅行而放弃了这一打算。他游览了阿根廷、巴西、智利并且在乌拉圭、秘鲁、厄瓜多尔、哥伦比亚和巴拿马做了短暂停留。

## 军旅生涯
1940年秋季，約翰·肯尼迪成为第一批被选定加入美国陆军的青年。由於他被史丹佛大学录取学习1940年－1941年的课程，因此他要到学年结束的时候才会被征召。但在1941年春季，他在体检时未能被陆军、美國海軍的军官预备役学校录取，这中间的主要原因就是他的背部、结肠和腹部的疾病问题。后来通过美國海軍情報局（ONI）的上校柯尔克的帮助，約翰·肯尼迪于1941年10月以海军少尉的身份到美國海軍情報局外国情报处工作，成为一名情报资料传递人员，他的工作是核对并总结来自国外情报站的报告，用于美國海軍情報局的资料汇编。
1941年12月7日，日本偷袭珍珠港（即珍珠港事件），太平洋战争爆发，約翰·肯尼迪所在的部门开始24小时不间断地工作，他的班次是夜班，从每日22:00到次日7:00，而且没有休息日。在此期间，他認识了英加·阿瓦德（Inga Arvad），并开始一段戀情。但后来有情报显示，作为《先驅報》記者的英加·阿瓦德，在納粹德國的一次新闻活动中获得了可以接触到德国高层，包括阿道夫·希特勒的特权，所以英加·阿瓦德被怀疑是纳粹党间谍。当英加·阿瓦德與約翰·肯尼迪的关系被披露后，約翰·肯尼迪被美國海軍情報局调往位於南卡罗来纳州查爾斯頓的海军造船厂從事文职工作。后来，他与英加·阿瓦德的暧昧关系结束，但仍保持了三年的通信和友情关系。
1942年7月，海军批准約翰·肯尼迪的出海请求，安排他到芝加哥西北大学 (伊利诺伊州)一个分部的海军学校学习。約翰·肯尼迪的愿望是要指挥一艘魚雷艇（即PT艇）。这一愿望在1943年1月得以实现。他离开训练工作，受命带着4艘船前往佛罗里达州的傑克孫維，并在那裡得到新的任务，被安排到巴拿马巴拿马运河执行巡逻任务，由於他不愿意“在战争结束前陷在巴拿马”，便请求调到太平洋。1943年3月，他踏上了前往美国和日本正在激烈交战的所罗门群岛的征程。成为巡邏魚雷艇PT-109的艇长。6月，約翰·肯尼迪的船被派往新乔治亚群岛东南的拉塞爾群島，7月被派往位於战区中部的新乔治亚西部。8月1日，他的船前往布萊克特海峽参与拦截一个躲过美国驱逐舰拦截的日本船队。

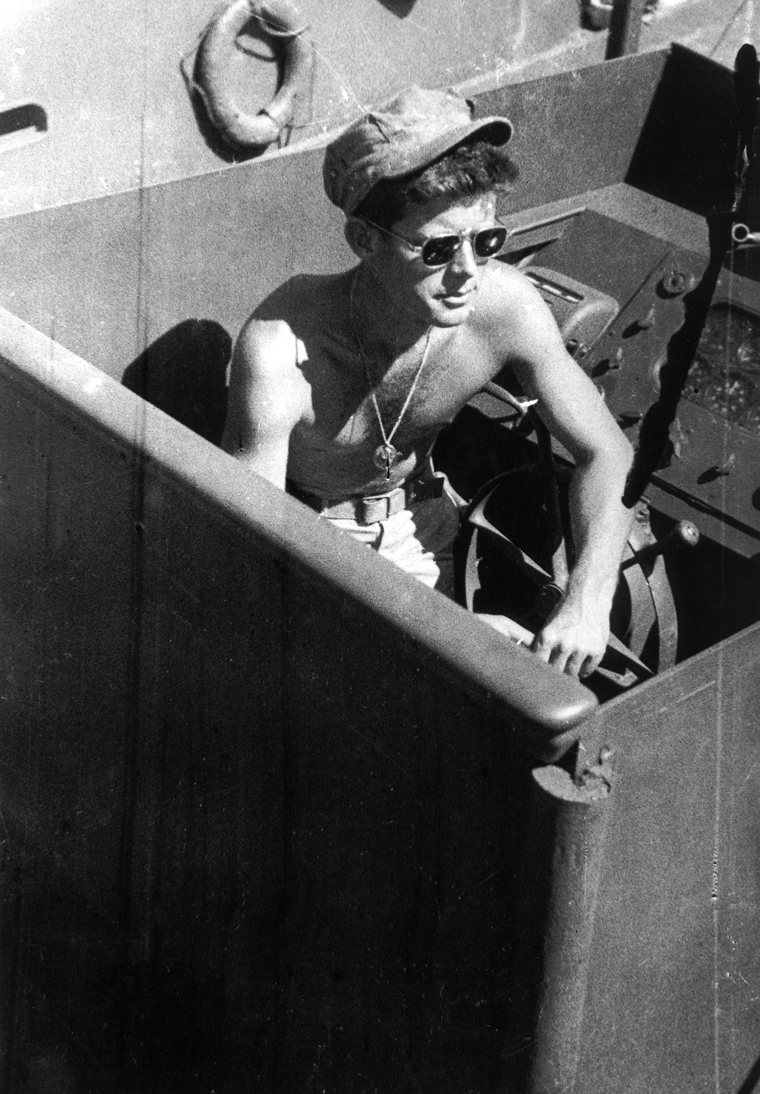
約翰·肯尼迪在PT-109鱼雷艇上。

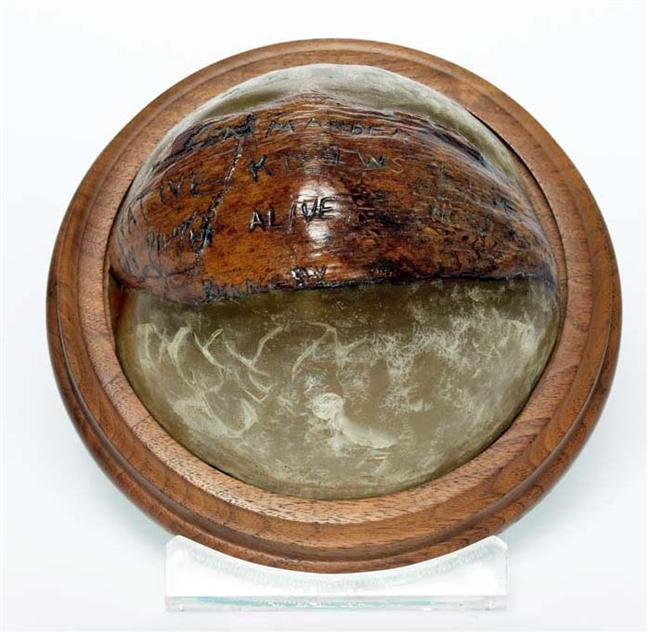
約翰·肯尼迪当年刻有文字「当地人知道位置，可以引路，十一人活着，需要小船。約翰·肯尼迪。」的椰子壳，后摆放于白宫椭圆形办公室的办公桌上。

1943年8月2日，約翰·肯尼迪的船参加拦截一个日本船队的夜间攻击任务。在战斗中，他的PT-109艇被日本驱逐舰天雾号驱逐舰撞成两截后沉没，船上两人丧生，十一人落水，包括約翰·肯尼迪在内的六人抓住漂在水面上的船壳，并将另外五名倖存者领回到漂浮的鱼雷艇残骸处。船上的工程师严重烧伤，因此約翰·肯尼迪不得不拽着他以抵御强劲的水流。当日14:00，在漂浮了九个小时之后，鱼雷艇残骸开始下沉，約翰·肯尼迪用牙齒咬着受伤艇员的救生衣带子，在经过5个小时之后终于游到了一块60多米宽的小岛上。由於该岛位於水道南部，是鱼雷艇的常用通道，因此，約翰·肯尼迪决定立即出发，以便打信号拦截船只等待救援。当时他已经36个小时没有休息。由於没有与任何船只相遇，他只能游回小岛。8月4日，約翰·肯尼迪与其他艇员一起游到附近的岛。8月5日，他与另外一名军官游到岛。8月6日，艇员们被两名当地岛民发现，約翰·肯尼迪在椰上刻了一段话：“当地人知道位置，可以引路，十一人活着，需要小船。約翰·肯尼迪。” 岛民带到鱼雷艇基地所在地倫多瓦島。8月7日，岛民带回一封新西兰步兵中尉的回信，信中说：“我强烈建议你们跟这些当地人到我们这裡来，同时，我将用电台联系你们在倫多瓦島的上级，然后著手設法如何去接你们剩下的艇员。”8月8日，約翰·肯尼迪到达新西兰人的驻地。在经历了七天艰苦逃生后，所有艇员在24小时内都被送至倫多瓦島接受治疗。
約翰·肯尼迪在这一事件中表现出的勇气和决心使他成为了各大報紙的頭條新聞人物，并先后获颁紫心勋章、亞太戰役獎章、第二次世界大戰勝利獎章、海軍和海軍陸戰隊勳章等诸多奖章。后由於身体方面的原因，他于1944年初回到美国就医，其间在迈阿密鱼雷艇基地当教官。1945年3月1日，他的名字上了美国海军退役人员名单。同年，日本宣布投降，第二次世界大战结束。
2002年5月，一个由國家地理學會组织的探险队在所罗门群岛附近海域找到了疑似是PT-109艇的残骸。

## 初入政坛
第二次世界大战之后，約翰·肯尼迪在1945年曾短暫擔任記者前往戰後德國，之後便著手開始從政。这其中很大一部分原因是他的哥哥小约瑟夫·P·肯尼迪在英国战场上执行任务时不幸牺牲，而他哥哥是全家寄予厚望、将来要培养成美国总统的人选；这样一来，家人都将维护家族名声的重任寄托在了約翰·肯尼迪的身上。
1946年，他参加了美国众议院选举。在那一年的选举当中，民主党 (美国)的形势不容乐观，自1930年以来首次失去了国会参众两院的控制权。但約翰·肯尼迪的表现却依然不错，由於麻薩諸塞州的国会众议员詹姆斯·邁克爾·柯利将出任波士顿市长，在国会中留出了一个空缺，经过努力，約翰·肯尼迪在竞选中获得了胜利。

### 1946－1952年，众议员
1947年1月，約翰·肯尼迪到华盛顿哥伦比亚特区上任。当时恰逢民主党经济状况发生重大变化、全国上下开始担心共产主义威胁的时候，而且哈里·S·杜鲁门美国总统当时也受到了猛烈的抨击。
在美国众议院，他反对工法（即提案），发起国家退伍军人住房会议。1948年及1950年他再次当选众议员。此间，他提出过低房租公共住房和援助公私立学校的议案，建议削减对非洲和近東的浪费性援助。

### 1952－1960年，参议员
1952年他以“約翰·肯尼迪将为麻薩諸塞州做的更多”（Kennedy Will Do More For Massachusetts）为口号参加了美国参议院席位的竞选，并战胜了势头强劲的对手小亨利·卡伯特·洛奇赢得了一个麻薩諸塞州参议员席位，在总计2,353,231票中领先小亨利·卡伯特·洛奇70,737票，两人的得票率为51.5%：48.5%。
在成功当选参议员后，約翰·肯尼迪的首要考虑是要建立一个办公室，以满足他为之服务的麻薩諸塞州的需要。而約翰·肯尼迪将进入美国参议院视为他获得更高权力的一个跳板是个不争的事实。1955年9月，在德怀特·艾森豪威尔美国总统心脏病发作，传言他不可能竞选连任的情况下，約翰·肯尼迪计划获得1956年美国副总统候选人的提名，并成为他担任8年副总统的前奏，然后是1964年竞选入主白宮，而到那时，他刚刚47岁。但在民主党全国代表大会上，田纳西州的参议员埃斯蒂斯·凱弗維爾获得了美国副总统候选人的党内提名。竞争提名失败后，約翰·肯尼迪于1956年－1957年间制订了一项战略，以照顾到民主党 (美国)在民权问题上的各个派别，在1956年，围绕陪审团庭审修正案（Jury Trial Amendment）的争论引起了相当的关注，而約翰·肯尼迪投票表示支持陪审团庭审。
1953年9月12日，約翰·肯尼迪与杰奎琳·肯尼迪在羅德島州结婚，他们的结合被描写为“年度名人婚姻”。从1953年7月开始，他的背部疾病开始严重，在1954年4月进行的一次X光检查中显示，他的第五节腰椎已经断裂。10月21日，他做了一个长达3个多小时的手术，将一个金属盘插进了腰椎以固定脊柱，但由於插入的金属盘被感染，1955年2月又一次手术将它取出。約翰·肯尼迪一直休养到当年5月才返回参议院。在这段时间及其后的近两年时间裡，約翰·肯尼迪数次面临生命危险，曾先后四次接受了天主教會的临终祷告。1956年他发表了一篇有关自己脊背外科手术的文章（What My Illness Taught Me），最后定名为《當仁不讓》，书中讲述了美国历史上8位著名参议员的职业生涯，该书出版后成为全美畅销书，并在1957年获颁普利策奖，但一直有观点认为该书为他人代写。

### 肯尼迪家族对麦卡锡主义的支持

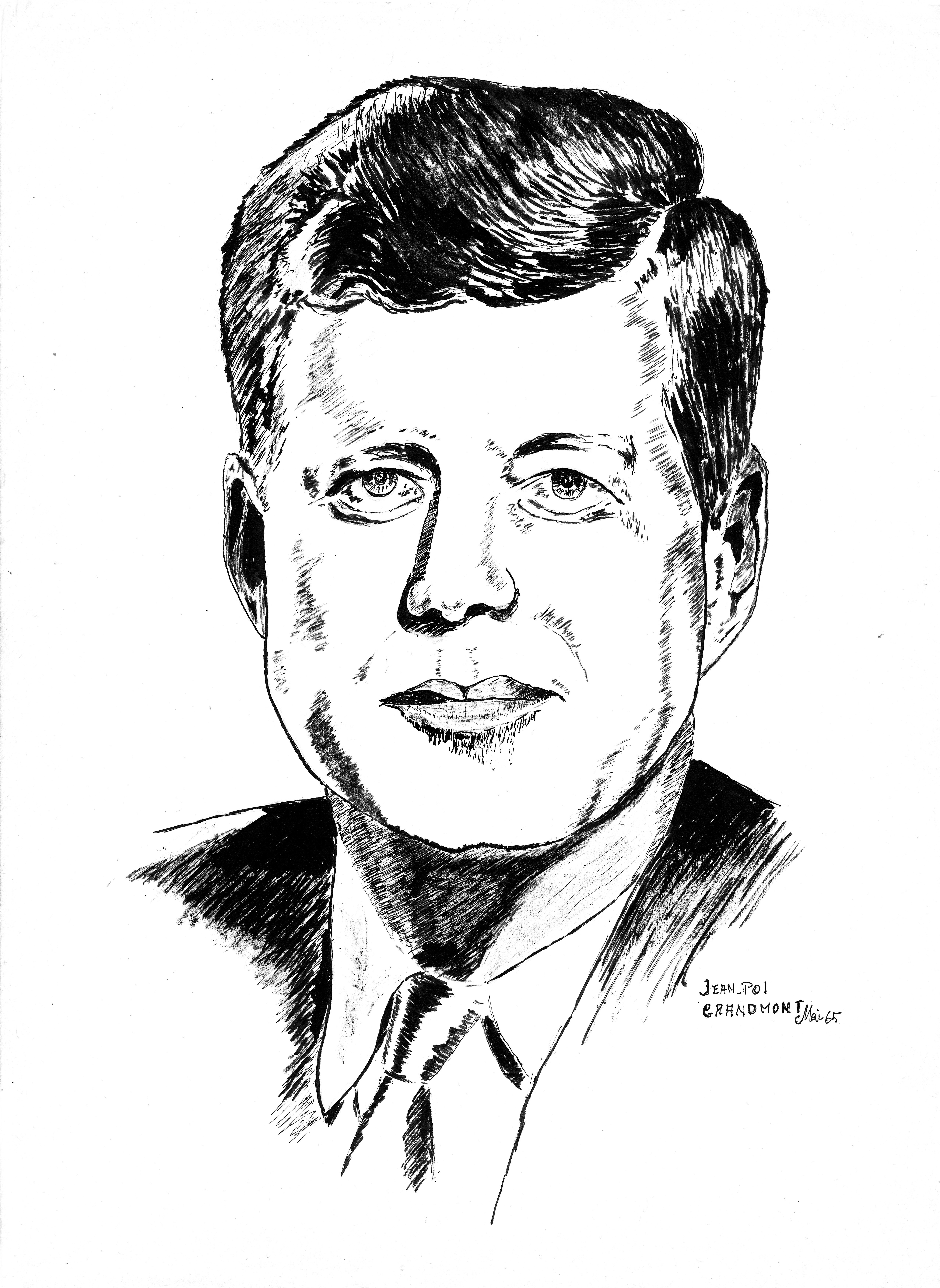
總統肖像 （1965）.

自从1950年之后，约瑟夫·雷蒙德·麦卡锡与肯尼迪家族的交往日渐频繁，约瑟夫·雷蒙德·麦卡锡在成为美国参议院的焦点人物之前就与約翰·肯尼迪的父亲老约瑟夫·P·肯尼迪结下了深厚的友谊。老约瑟夫·P·肯尼迪曾花费数千美元的资金支持约瑟夫·雷蒙德·麦卡锡，并在后来成为了他主要的支持者之一。20世纪40年代之后，老约瑟夫·P·肯尼迪常常在自己位於馬薩諸塞州海恩尼斯的别墅裡与约瑟夫·雷蒙德·麦卡锡共渡周末。而且约瑟夫·雷蒙德·麦卡锡曾经追求过約翰·肯尼迪的四妹帕特里夏·肯尼迪·勞福德。在1952年的美国参议院竞选当中，老约瑟夫·P·肯尼迪与约瑟夫·雷蒙德·麦卡锡达成了一笔交易：约瑟夫·雷蒙德·麦卡锡在麻薩諸塞州的投票中支持民主黨候选人，而约翰·肯尼迪则不会在国会关於谴责麦卡锡主义的表决时投票支持该决议。1953年，約翰·肯尼迪的父亲又要求约瑟夫·雷蒙德·麦卡锡聘请约翰·肯尼迪的弟弟羅伯特·弗朗西斯·甘迺迪为自己的高级职员。1954年9月，在经过了9天的听证之后，国会的一个特别委员会建议“谴责”约瑟夫·雷蒙德·麦卡锡破坏美国参议院规则。当年12月2日，美国参议院以67:22的表决结果通过了这一谴责。而在民主党中，惟一一个没有投票反对约瑟夫·雷蒙德·麦卡锡的（更确切地说，没有就此问题投票的）是约翰·肯尼迪。1960年，他在一次为自己的辩解中说：“我从来没有说过我是个十全十美的人。我见过大多数人犯过的错误。约瑟夫·雷蒙德·麦卡锡的事情？我当时处于一种非常尴尬的处境。我的弟弟在为约瑟夫·雷蒙德·麦卡锡工作。”
後來約翰·肯尼迪十分后悔自己的决定，因为他没有同民主党伙伴和参议院多数一起谴责约瑟夫·雷蒙德·麦卡锡的行为成為一个政治问题。1954年7月，在陆军听证会结束的时候，即美国参议院第一次考虑公开谴责约瑟夫·雷蒙德·麦卡锡时，約翰·肯尼迪起草了一份支持谴责的演讲，但因入院未能成行。

## 1960年总统大选
約翰·肯尼迪相信，由於他的年轻、天主教的信仰、来自民主党内领导人的有限支持以及自己身体方面的疑问，都表明他无法在1960年有把握地竞选总统。事实上，約翰·肯尼迪觉得这件事本身就是一种前所未有的政治能力的表现。虽然在美国历史上曾有一小批候选人在不到50岁入主白宮，但还没有谁在43岁就登上总统宝座。在威廉·麦金莱总统遇刺后，時年42歲的西奥多·罗斯福继任了总统职务，但他在1904年竞选连任的时候已经46岁了。更重要的是，历史上只有一位天主教徒竞选过总统——1928年的艾尔弗雷德·E·史密斯，并且他惨败在赫伯特·胡佛的手下。
尽管如此，約翰·肯尼迪仍宣布他有意在1960年大选中竞选美国总统。
約翰·肯尼迪在麻薩諸塞州成功连任参议员以及自1956年民主党代表大会以来在全国范围内越来越大的知名度，使他成了许多人心目中1960年总统竞选的有吸引力的候选人。他的活力被看作是应对苏联挑战、经济萧条、种族隔离和“杂乱无章的美国生活”的优势。1957年，全美各地邀请他进行演讲的邀请函多达2500多份，而他同意在47个州做144场演说，平均两天一场。1958年初，他每星期收到的此类邀请函平均达100份。民主党在48个州的领导人大都表示約翰·肯尼迪是个很有可能参加竞选的人物。1956年民主党代表大会的1220名代表中有409人支持約翰·肯尼迪参加1960年总统竞选。在对約翰·肯尼迪有所认识的所有潜在选民裡，有64%的人相信他具有当总统的背景和经验。
尽管約翰·肯尼迪取得了广泛的支持，但毕竟他太年轻，国会中的民主党人在总统候选人提名问题上将他排在第四位，列在林登·约翰逊、阿德萊·史蒂文森二世和密蘇里州参议员之后。倾向于让他竞选美国副总统。約翰·肯尼迪并没有接受这一建议，他曾说过：“我没有兴趣竞争副总统，我的兴趣是竞选总统。如果我要当选总统，我就会在1960年成功。如果我这次不成功，那么我可能要等上8年时间，那时会出现一些新的面孔，而我就会靠边站。”
为了抵抗阻碍他的势力，約翰·肯尼迪在一开始便公开否认自己是个候选人。在民主黨进行的初选中，他面临的主要挑战来自明尼蘇達州的参议员休伯特·汉弗莱和德克萨斯州参议员林登·约翰逊。到1959年秋季，尽管約翰·肯尼迪还没有宣布参加竞选，但他已经启动了紧张而疲惫的日程安排，奔波于全国各地，在形形色色的场合向规模不等的人群发表演讲。提高約翰·肯尼迪的支持率是赢得胜利的关键，为此，他的弟弟羅伯特·弗朗西斯·甘迺迪放弃了在美国参议院的工作，担任了竞选运动的经理。并立刻于1959年10月底在别墅里召开了17位主要人员参加的会议。

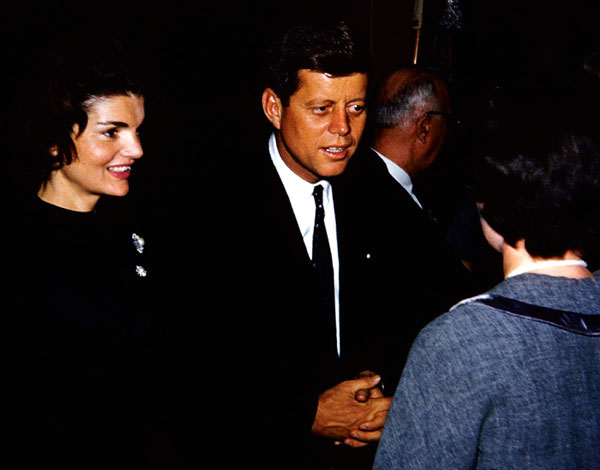
約翰·肯尼迪和杰奎琳·肯尼迪在威斯康辛州阿普尔顿的竞选活动，1960年3月。

1960年1月2日，星期六，約翰·肯尼迪在参议院秘密会议厅裡向300名支持者正式宣布竞选总统。4月5日，在威斯康辛州的初选中，約翰·肯尼迪获得了56.5%、总计476 024张选票，为该州57年来候选人在初选中获得的最多票数。而且約翰·肯尼迪在10个地区中赢得了6个地区的多数票，从而赢得了该州60%的大会代表。5月10日，約翰·肯尼迪在西維吉尼亞州取得了60.8%:39.2%的压倒性胜利，战胜了休伯特·汉弗莱，此后10天内，約翰·肯尼迪又在马里兰州以70%:17%击败了韦恩·莫里斯，在俄勒冈州同样以51%:32%取胜。到此时，約翰·肯尼迪已经是第七次大获全胜，打通了总统候选人提名的道路。但形式并不就此一片乐观。林登·约翰逊于6月5日宣布参加总统竞选，并就麦卡锡主义等话题公开抨击約翰·肯尼迪。7月13日，在民主党全国代表大会上，約翰·肯尼迪获得了民主党总统候选人的提名，尽管林登·约翰逊在这之前中傷過他，但約翰·肯尼迪仍然邀请他加入竞选队伍，成为美国副总统候选人。
約翰·肯尼迪的天主教徒身份一直被认为是能否公正履行总统职务的一大疑问。就这一问题，約翰·肯尼迪于1960年9月12日，在德克萨斯州休斯敦对一群新教牧师进行的一次公开演说中作出了明确答复：“我不是天主教的总统候选人，我是民主党的候选人，只是恰好还是个天主教徒。在公共事务上我不是代表我的教派——教派也不代表我。”（I am not Catholic candidate for President. I am the Democratic Party's candidate for President who happen also to be a Catholic. I do not speak for my Church on public matters—and the Church does not speak for me.）在这次演说中，他还强调，相比于宗教，1960年的大选中还有很多更加关键的问题。因为战争、饥饿、愚昧和绝望是没有宗教界限的，并且恳求用宗教的宽容心服务于国家的安康。这次演说暂时抑制住了围绕宗教问题的喧嚣声。

### 电视辩论

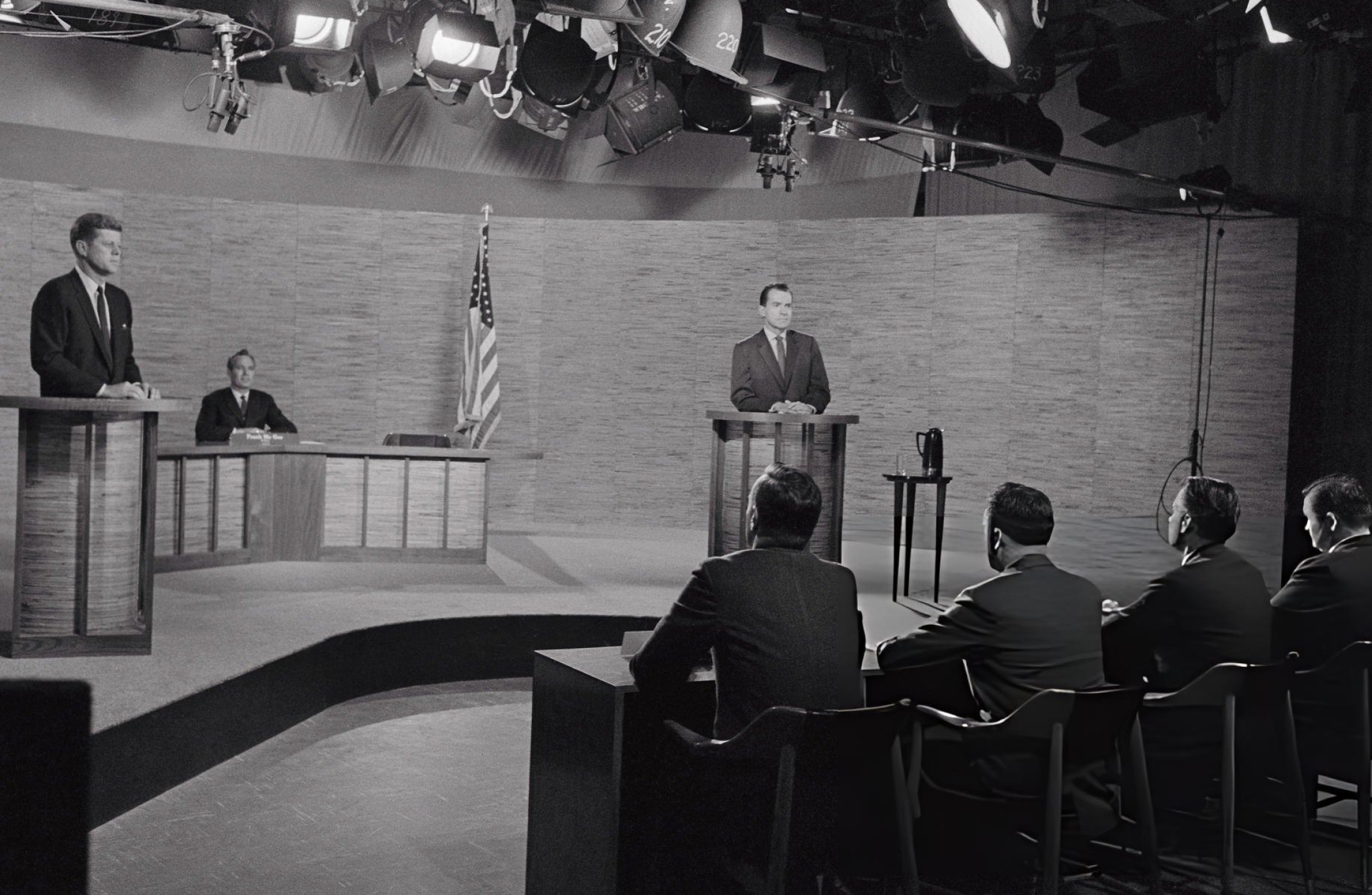
約翰·肯尼迪与理查·尼克森參加了1960年在華盛頓舉行的美國首次電視直播的總統辯論

1960年9月26日晚，在芝加哥的CBS演播室裡，約翰·肯尼迪与自己的竞选对手，已经在德怀特·艾森豪威尔内阁中当了8年副总统、与尼基塔·赫鲁晓夫进行过厨房辩论的共和党总统候选人、時任副總統理查德·尼克松面对大约7000万电视观众（占当时全国成人人口的大约三分之二）进行了美国历史上第一次的总统候选人电视辩论。在电视辩论中，約翰·肯尼迪通过向美国民众直接宣讲自己的开场白获得了初期优势。理查·尼克森则利用介绍和总结的机会突出自己和約翰·肯尼迪的不同之处。約翰·肯尼迪给人的印象是一个打算应对国家最大问题的领导人，理查·尼克森给选民的印象则是试图在一个政敌面前占据上风的人物。理查·尼克森的语言很有节制，但相比于約翰·肯尼迪却缺乏政治家应有的风度，进一步强化了许多人对他在过去竞选众议员、参议员和副总统时留下的负面印象。大多数通过收音机收听辩论的民众认为理查·尼克森在辩论中占据了上风，但事实恰好相反，所有现场和电视机前的观众都看得出来，約翰·肯尼迪占据了上风，他看上去更加轻松，更有自制力。而镜头前的理查·尼克森却显出害怕的样子，脸色阴沉憔悴，脸上的剃须粉被汗水冲出隐约的沟痕。在灰色的舞台背景灯光下，身穿浅灰色西裝的理查·尼克森淡化成了一个模糊的人影，而約翰·肯尼迪的深色西裝却在光线反差中显得十分欢快。此后，約翰·肯尼迪和理查·尼克森又进行了三次电视辩论。电视这种新的媒体在政治中首次成为了重要的宣传工具，成为了一座里程碑。

### 取得最后胜利
在1960年11月8日举行的大选中，約翰·肯尼迪以极其微弱的优势战胜了尼克松。当天夜裡，虽然根据已经统计出的选票情况表明，約翰·肯尼迪可以充分肯定自己已经获得了胜利，但由於在宾夕法尼亚州、密苏里州、伊利诺伊州、明尼蘇達州、密歇根州和加利福尼亚州的数字十分接近，无法做出决断，因此他拒绝宣布获胜。

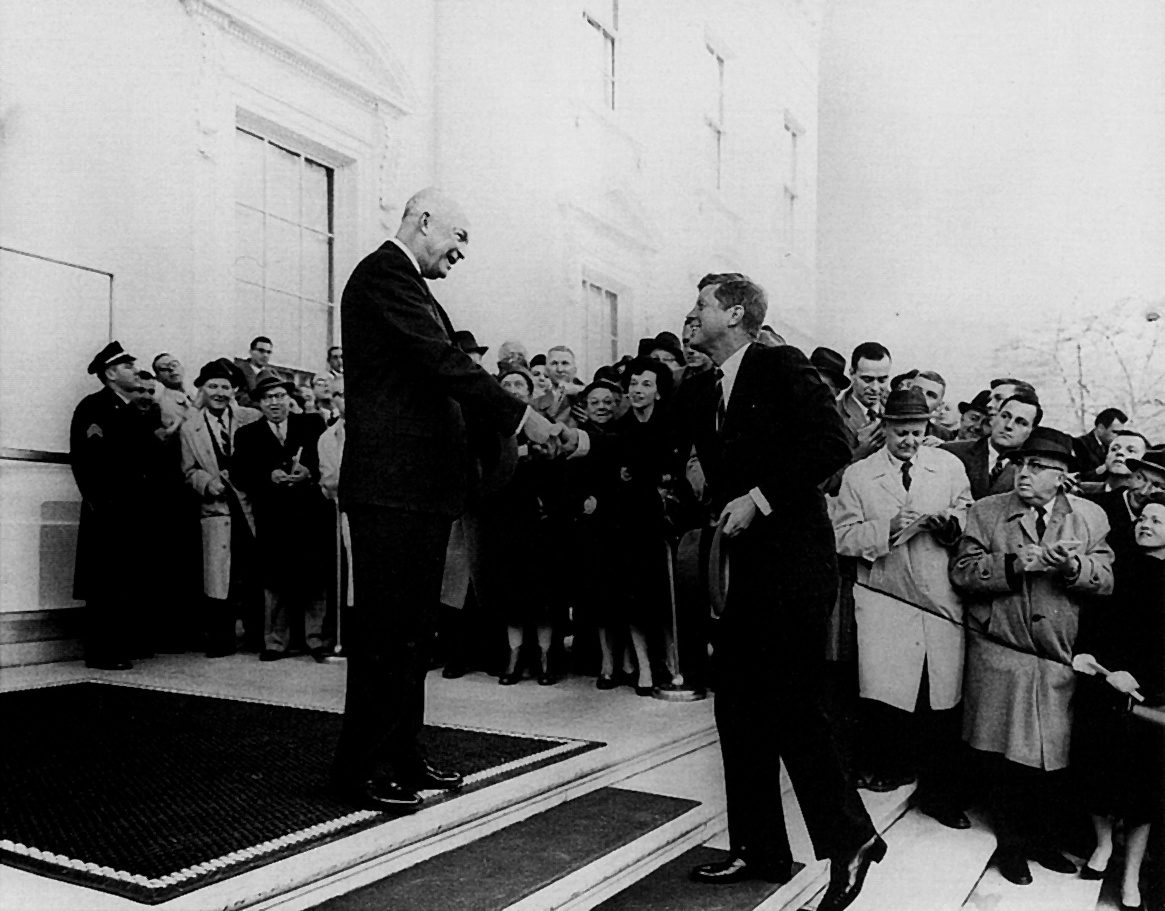
約翰·肯尼迪在取得选举胜利后，与德怀特·艾森豪威尔总统在一起，1960年12月。

第二天上午他起床后，他获知已经赢得了这六个州的胜利。事实上，加利福尼亚州还在混战之中，并且最终倒向了理查·尼克森，但这已经无关大局。直到中午，最终结果传来之后，他才肯定取得了胜利。理查·尼克森的新闻秘书发表了承认失败的声明后，約翰·肯尼迪才同意以当选总统的身份与媒体见面。
在总计6883.7万张选票中，約翰·肯尼迪的优势极其微弱，只有118,574票（0.1%）。理查·尼克森的支持者几乎在选举结果揭晓的同时指责说，約翰·肯尼迪取胜的原因是伊利诺伊州和德克萨斯州的选票欺诈行为所致。但这种指责无法得到证实。而且理查·尼克森公开采取高姿态，拒绝置疑选举结果。
約翰·肯尼迪之所以能够获胜，是有着诸多原因的，但主要的原因在于：
- 大选年出现的经济萎缩。
- 民众对美国失去应对苏联威胁的能力的担忧。
- 約翰·肯尼迪的个人魅力和理查·尼克森在电视辩论中的欠佳表现。
- 林登·约翰逊在赢得南方七个州（亚拉巴马州、阿肯色州、喬治亞州、路易斯安那州、北卡罗来纳州、南卡罗莱纳州、德克萨斯州）方面提供的帮助。
- 民主党 (美国)内部的团结一致和强有力的支持。
- 非裔美国人选民的大力支持。
- 少数民族选民的大力支持，特别是天主教會，但远非仅限天主教徒的支持（尤其体现在纽约、水牛城、芝加哥、紐華克 (紐澤西州)、費城、匹兹堡等大城市）。
- 理查德·尼克松在竞选过程中提出的不明智的允诺。

## 总统任期

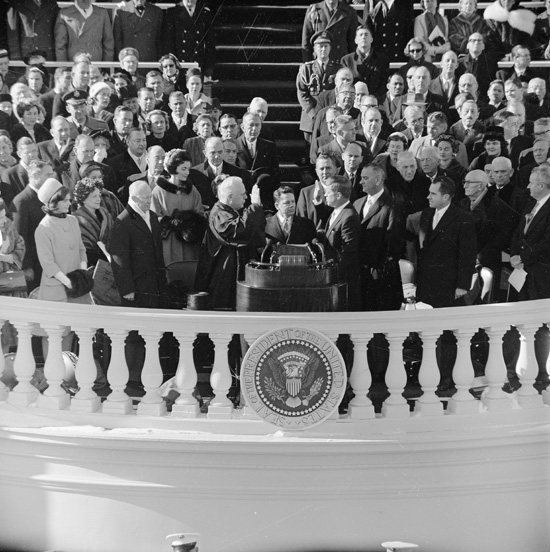
1961年1月20日，約翰·肯尼迪（右方伸手者）在美国首席大法官厄尔·沃伦（Earl Warren）的主持下，正式宣誓就任美国第三十五任总统。图为宣誓现场。

### 就职演说
約翰·肯尼迪于1961年1月20日正式宣誓就任美国第三十五任总统，以43歲之齡成為美國史上就任時第二年輕的總統，亦是最年輕的民選總統。他在就职演说中对国际事务给予了极大关注。他呼吁美国民众承担起更多的义务，做出更大的牺牲。約翰·肯尼迪的就职演说与富兰克林·德拉诺·罗斯福的第一次就职演说被并称为20世纪最令人难忘的两次美国总统就职演说，共计1,355个单字的演说成为激励型语言和呼吁公民义务的典范之作。
約翰·肯尼迪从当选之后就开始考虑就职演说，他不想在演说中偏激地指责当前事务，也不喜欢重新阐述有关於冷战的陈词滥调、论述一些有可能加剧美苏紧张关系的有关共产主义威胁的问题。他希望用词可以激起和平的希望，确定一个新时代的乐观基调。
虽然有来自社会各界的建议和许多记者、好友、作家、陌生人提供的草稿和众多的资料，但是最终的讲稿却是由肯尼迪亲自撰写的，因為他想令讲稿能够流畅地表达自己的意图，显然他达到了这一目的。
“我要讓每一個國家，無論他們對我們抱著善意還是敵意，我們將付出所有代價、擔負所有責任、面對所有艱難、支持所有朋友，對抗所有敵人，來確保自由的生存與成功。……在漫長的世界歷史中，只有少數世代有幸擔負起在最危急關頭時捍衛自由的使命。我對這樣的責任毫無畏懼，當仁不讓。我不相信我們其中任何人願意與其他民族或其他世代交換處我們目前所處的地位。我們所付出的精力、信仰和忠誠將照亮我們的國家及為國效勞的人民，而它所發出的光芒也能真正照亮全世界。”
在演说中，他呼吁全人类团结起来，共同反对专制、贫困、疾病和战争，他在演说中提到的：“不要问你的国家能为你做些什么，而要问你能为你的国家做些什么。”（Ask not what your country can do for you, ask what you can do for your country.）更是成为了美国总统历次就职演说中最脍炙人口的语句之一。在演说的最后，他强调了他在国际主义上的渴望：“最后，不管你是美国的公民还是世界的公民，请以对你们自己的高标准，来要求我们。”在他的就职演说后，约有四分之三的美國民众认可了新总统。这表明約翰·肯尼迪平稳地渡过了权力交替期。

### 内阁组成
由於約翰·肯尼迪考虑问题的出发点不是组织和结构，而是人，所以在他的内阁组成中存在着几个显著的特点：
- 内阁成员的年轻化。約翰·肯尼迪内阁中的重要组成成员的平均年龄不足50岁。
- 注重选拔人才。内阁中的每一名要员都曾接受过高等教育，工作能力较强。
- 没有浓厚的党派色彩。在約翰·肯尼迪的内阁中，出任美国财政部长和美国国防部长这两个重要职务的C·道格拉斯·狄龙和罗伯特·麦克纳马拉都是共和黨成员。
- 大胆任命亲属担任重要内阁职务。約翰·肯尼迪在对他的裙带关系的一片反对声中，仍任命自己的弟弟羅伯特·弗朗西斯·甘迺迪为美國司法部長。

### 最高法院任命
約翰·肯尼迪提名以下法官至美国最高法院：
- 拜倫·懷特－1962年
- 阿瑟·戈德堡（英语：Arthur Goldberg）－1962年

### 国内政策
約翰·肯尼迪在国内政策方面提出了众多计划，如：改善城市住房条件、发展教育事业、改革税收制度、修改农业计划、保护和发展天然资源、为老年人提供良好的医疗保健、反对种族歧视、给非裔美国人以公平权利等。但这些计划在实施过程中大都遭到了来自各方的重重阻碍，尤其是美国国会。1963年7月，美国媒体在评论約翰·肯尼迪的内政计划实施情况时指出：政府开支已经达到940亿美元，1963年的赤字将达到70亿美圆，黃金儲備量下降到了自1939年来的最低点。大规模减税的议案和给予非裔美国人公平权利的议案被拖延再三，直到約翰·肯尼迪遇刺身亡后的1964年才获得通过。修改农业计划、援助公立学校法案和其他一些议案，也纷纷搁浅或被迫放弃。

#### 经济政策
約翰·肯尼迪在其任期内废止了一些苛刻的公共財政方针，放松了貨幣政策以保持低利率，从而鼓励经济增长。这个举措之后被当做20世纪70年代经济问题的组成部分而受到批评，因为政府庞大的开销助长了通货膨胀。在1962年，約翰·肯尼迪提出了总额为1000亿美元的年度財政預算案，在1961年，約翰·肯尼迪任期内的第一个年度预算导致产生了美国历史上的第一次非战争、非经济衰退引起的赤字。1962年3月19日，約翰·肯尼迪宣佈美國—日本經濟合作援助沖繩縣。

#### 联邦与军事死刑
作为美国总统，約翰·肯尼迪审查了之前针对死刑政策的联邦决议案和军事决议案。艾奥瓦州州长哈羅德休斯是一名死刑反对者，他以个人名义联系約翰·肯尼迪，请求他宽待維克多·費格——一名曾经在艾奥瓦州法院被判处死刑的罪犯，但約翰·肯尼迪最终拒绝了这个请求，最后維克多·費格于1963年3月15日被处以死刑。1962年2月12日，約翰·肯尼迪对一名被军事法庭判处死刑的海军士兵予以减刑，把死刑减为無期徒刑。這是美國憲法的深奧難解的事件。

#### 推動民权
在美国，国家默许的種族歧視造成的动荡是約翰·肯尼迪时代最大的国内问题之一。美国最高法院已经于1954年在布朗訴托皮卡教育局案中规定，在公立學校实行种族隔离制度是违背美国宪法的。然而，在很多学校，特别是在美國南部的学校，并没有服从最高法院的相关规定。种族隔离在餐馆里、電影院里、廁所里和其他一些公共场所都在继续着。約翰·肯尼迪支持种族融合与公民权益，在1960年的一次活动中他致电给科丽塔·斯科特·金——被判刑入狱的牧师马丁·路德·金的妻子，約翰·肯尼迪认为马丁·路德·金可以为他带来一些额外的来自于非裔美国人的支持。約翰·肯尼迪和他的弟弟，司法部长羅伯特·弗朗西斯·甘迺迪的介入为提前释放马丁·路德·金奠定好了基础。
1962年，詹姆斯·梅雷迪思尝试去密西西比大学上课，但白人大学生服务中心对其百般阻挠。約翰·肯尼迪之后派了400名美国法警以及3000名士兵以确保詹姆斯·梅雷迪思可以顺利的去上他的第一节课。約翰·肯尼迪还派遣了一些法警去保护主张自由的人士。
作为美国总统，約翰·肯尼迪最初认为民权的草根运动只会激怒那些堅定支持民主黨的南方白人，从而使得1964年民權法案更难在美国国会通过，因为美国国会主要被長期支持種族隔離的南方民主党人士占据，所以約翰·肯尼迪自己也对他们和这件事敬而远之。最后的结果就是，许多民权领袖认为約翰·肯尼迪不支持他们以及他们所作的努力。

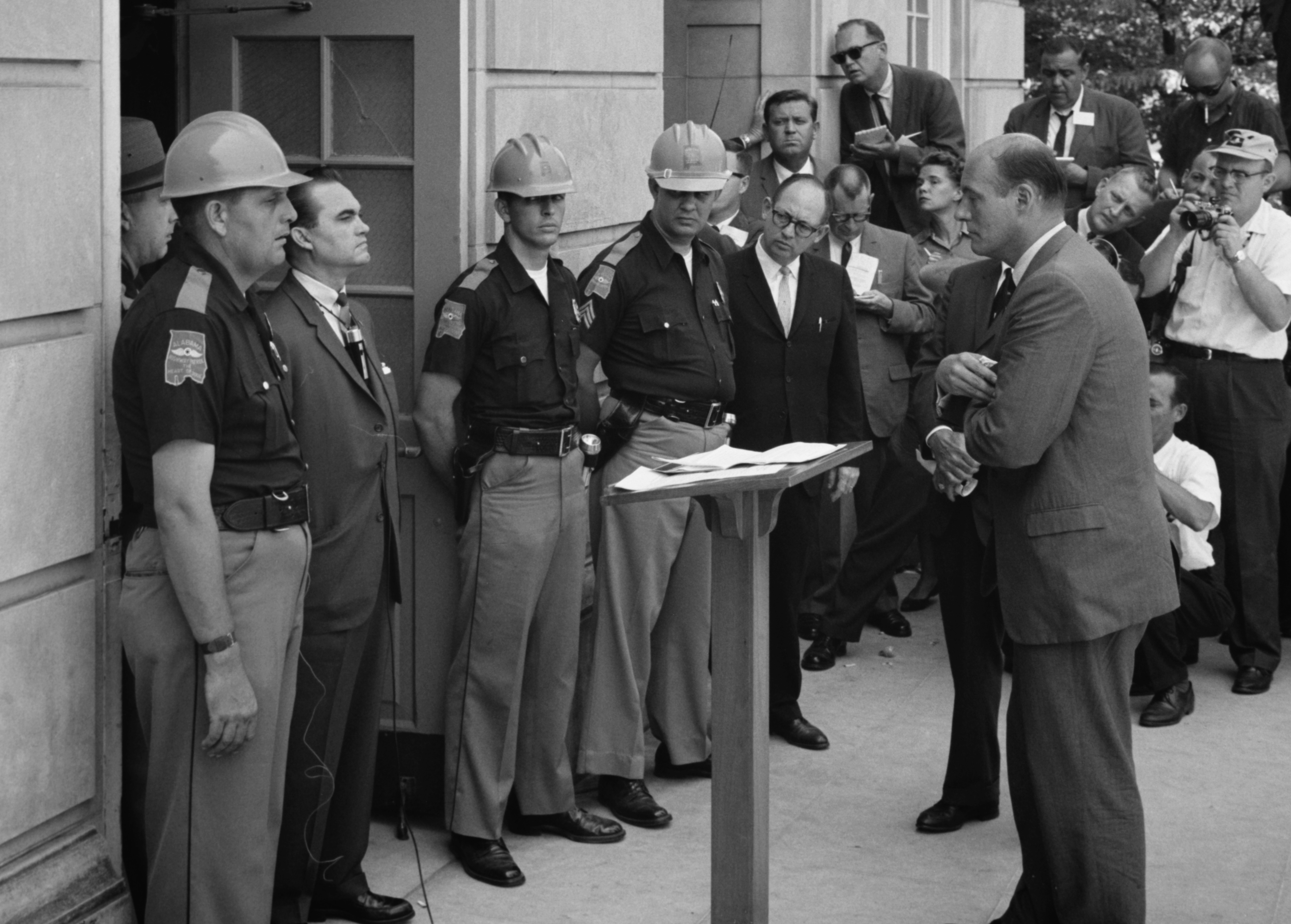
站在阿拉巴馬大學伯明翰分校礼堂门口，以阻止非裔美国人学生薇薇安·馬龍·瓊斯和詹姆斯·胡德上课的亚拉巴马州州长乔治·华莱士（左穿西服者）与副总检察长尼古拉斯·卡岑巴赫（右）对峙。

1963年6月11日，亚拉巴马州州长乔治·华莱士堵住了阿拉巴馬大學伯明翰分校教室的门以阻止两个非裔美国人学生薇薇安·馬龍·瓊斯和詹姆斯·胡德去上课，是为挡校门事件，約翰·肯尼迪对此进行了干预。乔治·华莱士在法警、副总检察长尼古拉斯·卡岑巴赫和亚拉巴马州美國國民警衛隊到来之后站到了一旁。在那一晚約翰·肯尼迪通过国家电视及广播作了著名的讲话。約翰·肯尼迪的倡导最后变成了1964年民權法案。
1961年，約翰·肯尼迪签署了行政命令，建立總統婦女地位委員會。總統婦女地位委員會统计显示女性仍然在经受着歧視。该總統婦女地位委員會有关指出法律和文化障碍的最终报告于1963年10月，約翰·肯尼迪被暗杀前的一个月发表。

#### 公民自由
面对質疑马丁·路德·金是共产主义的指控，約翰·肯尼迪政府同意让联邦调查局对一些人实行竊聽，其中包括马丁·路德·金。提出原始指控的除了約翰·埃德加·胡佛之外别无他人，他十分憎恨金，因为他认为金是个“经常制造麻烦的暴发户”。尽管羅伯特·弗朗西斯·甘迺迪作为美國司法部长，只书面允许有限度的窃听，但是在約翰·埃德加·胡佛势力控制下的联邦调查局，将权力扩大到可以监控任何和金的生活有关的事，他们认为有必要这样做。林登·约翰逊1967年在国情咨文上的演说中，引用了“窥视”和“窃听”来形容約翰·肯尼迪政府，而其实林登·约翰逊自己还继续默许对金和其他人的窃听。
約翰·肯尼迪还使用了联邦机构的权力去阻止美国钢铁的价格升势。《华尔街日报》撰文写到：政府利用“赤裸裸的权力、威胁和国家安全警察”控制了钢铁的价格。耶鲁大学法学教授查爾斯·A·賴希在《新共和国联盟》刊物上写到：“行政当局利用大陪审团非常快的控制了美国钢铁，这个行为已经侵犯了公民自由。”

#### 移民问题
约翰·肯尼迪最初提出了一个全面的美国移民政策，后来成为了《1965 年移民和國籍法》，由約翰·肯尼迪的美国参议院幼弟泰德·肯尼迪发起。这个政策戏剧性地指出，移民的来源地从北歐和西欧国家转移到拉丁美洲和亚洲国家，并且把挑选移民的条件转移到“促进家庭团聚”。約翰·肯尼迪希望可以突破原先以移民原居住国家为重点的挑选条件，他也把这项政策看做对民权政策的延伸。

### 对外政策
約翰·肯尼迪总统的对外政策主要围绕以下几个方面：“不对有可能会伤害美国的那些国家的武装力量进行支持和帮助，不提供武器给共產主義國家，不提供核武器给中东。”

#### 古巴问题和猪湾事件
在約翰·肯尼迪当选美国总统之前，德怀特·艾森豪威尔内阁建立了一个关於推翻古巴菲德尔·卡斯特罗政权的计划。这个计划是由中央情报局和一小部分美國聯邦政府官员负责起草的，目的在于为古巴的反菲德尔·卡斯特罗反革命抵抗者提供武器，然后让这些受过美国训练的抵抗者入侵古巴，并煽动古巴民众，从而削弱菲德尔·卡斯特罗在古巴的力量。
1961年4月17日，約翰·肯尼迪命令这些先前被训练的抵抗者开始入侵古巴。在这次被称为“猪湾事件”的入侵古巴行动中，在中央情报局的支援下，1500名来自美国训练营的古巴反动军“2506突击旅”，带着推翻菲德尔·卡斯特罗的梦想，回到了那片土地。然而，約翰·肯尼迪在下命令的时候，要求“2506突击旅”在没有美军的空军支援情况下对古巴进行袭击。1961年4月19日，古巴政府就已经逮捕或者击毙了这群反动者，約翰·肯尼迪也被迫要去为释放被俘的1189名生还者而进行谈判。
这次计划的失败被归咎于军方高层之间缺乏沟通，其中所导致的最严重的问题就是让反动军在登陆时完全没有得到海上的任何支援，使得他们在登陆之时就已经溃不成军。20个月之后，古巴以价值五千三百万美元的食品和药品为交换条件，释放了被捕的反动者。更严重的是，这次行动让菲德尔·卡斯特罗开始提防美国，并且坚信类似的攻击会再一次发生。

#### 古巴导弹危机

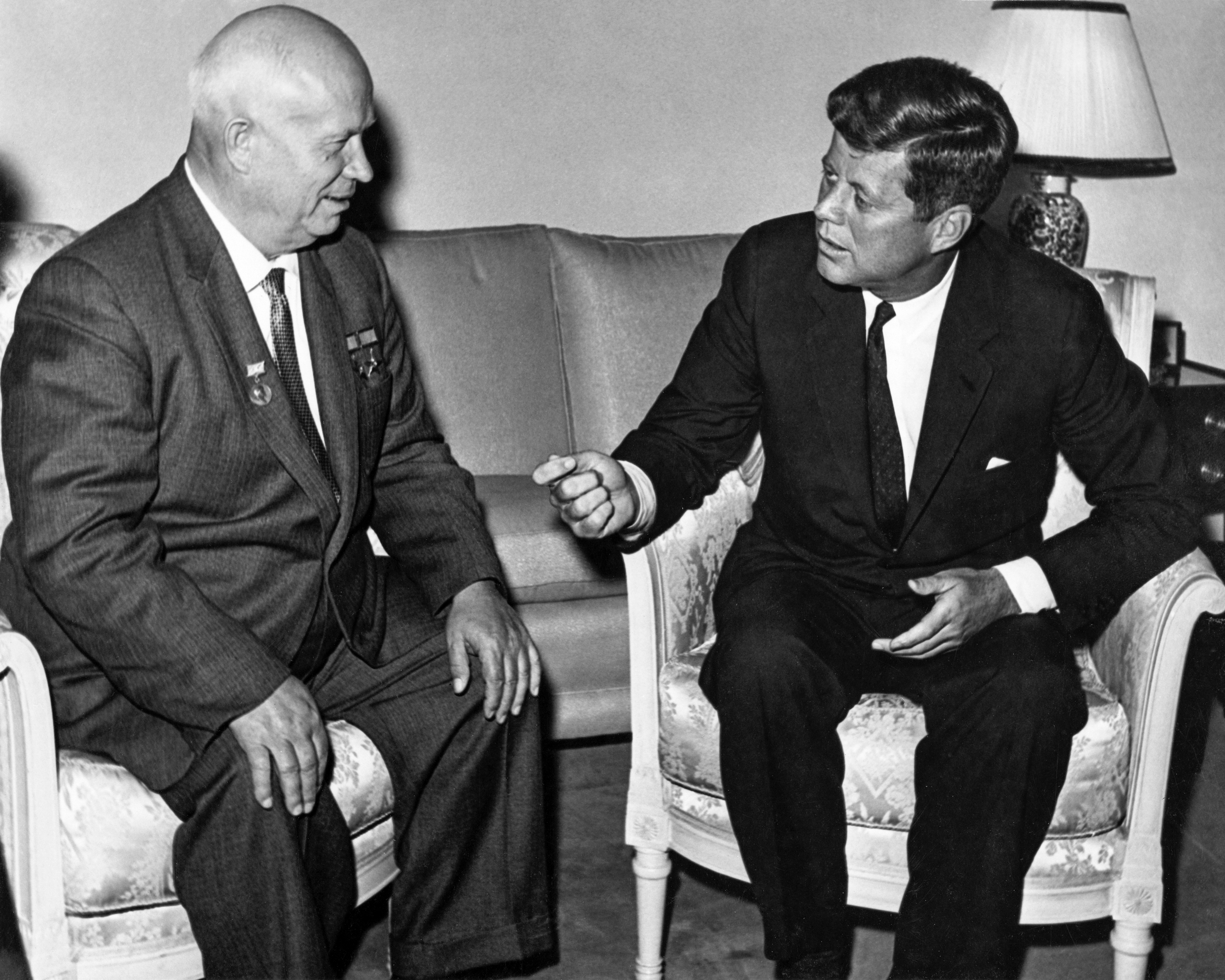
1961年会晤尼基塔·赫鲁晓夫

古巴导弹危机始于1962年10月14日，美军U-2偵察機拍到了正在古巴建设中的苏联制中程弹道导弹发射井的照片。这张照片在1962年10月16日被提交给約翰·肯尼迪。照片预示美国很快就会被陷于严峻的核弹威胁中，約翰·肯尼迪也因此陷于进退两难：如果美国攻击这个导弹发射井，可能会直接导致与苏联的核战争；但是如果美国不采取任何行动，则要一直忍受近距离的核弹威胁，並進一步導致冷戰惡化。由於距离太过接近，如果对方在毫无警告的情况下发射核弹，美国很可能会在未还击之前就被击垮。另一个方面的考虑则是，美国会在它所在的西半球内成为弱者。
许多军事专家和内阁成员希望对核弹发射井进行空袭，但約翰·肯尼迪则派遣美國海軍监视所有抵达古巴的船只并做好封港准备。他开始与苏联谈判并要求苏方撤回一切在古巴的防御武器及器械。如果不这么做的话，苏联和古巴人民则要面临封港。
一周后，他和苏联部长会议主席尼基塔·赫鲁晓夫达成了一个基本的共识——一个长期的协议。尼基塔·赫鲁晓夫同意在联合国的监督下撤出导弹，只要美国保证永远不会攻击古巴并且悄悄的移除美国在土耳其境内的导弹发射井。在这次把整个世界向核战争拉近的危机是前所未有的，但所幸被兩個領袖的人性所阻擋下來。然而根據與約翰·甘迺迪總統外遇的白宮女實習生咪咪·阿爾福德近年所寫的回憶錄，她說約翰·甘迺迪總統在古巴飛彈危機時對她說「我寧願我子孫赤化(共產化)而非死亡」(She claims he confided that "I'd rather my children were red than dead")。

#### 拉丁美洲和共产主义
伴随着“那些让和平革命变成不可能的人，终究会让暴力革命变成必然”的争论，約翰·肯尼迪决定采取“争取进步联盟”的方式来处理拉丁美洲的共产主义，其中包括对困难国家所在的地区进行外交援助以及在该地区建立更强大的人权体制。而後他与波多黎各官员（Luis Muñoz Marín）进行了紧密的合作以致力于发展“进步结盟”，对波多黎各联邦自治区内发展的支持就是其中一个重要项目。

#### 和平部队
作为約翰·肯尼迪早期的几个行动之一，他请求美国国会建立一支和平队（Peace Corps）。在这个计划中，美国志願者将在教育，农业，醫療和建筑施工几个方面对落後国家进行帮助。

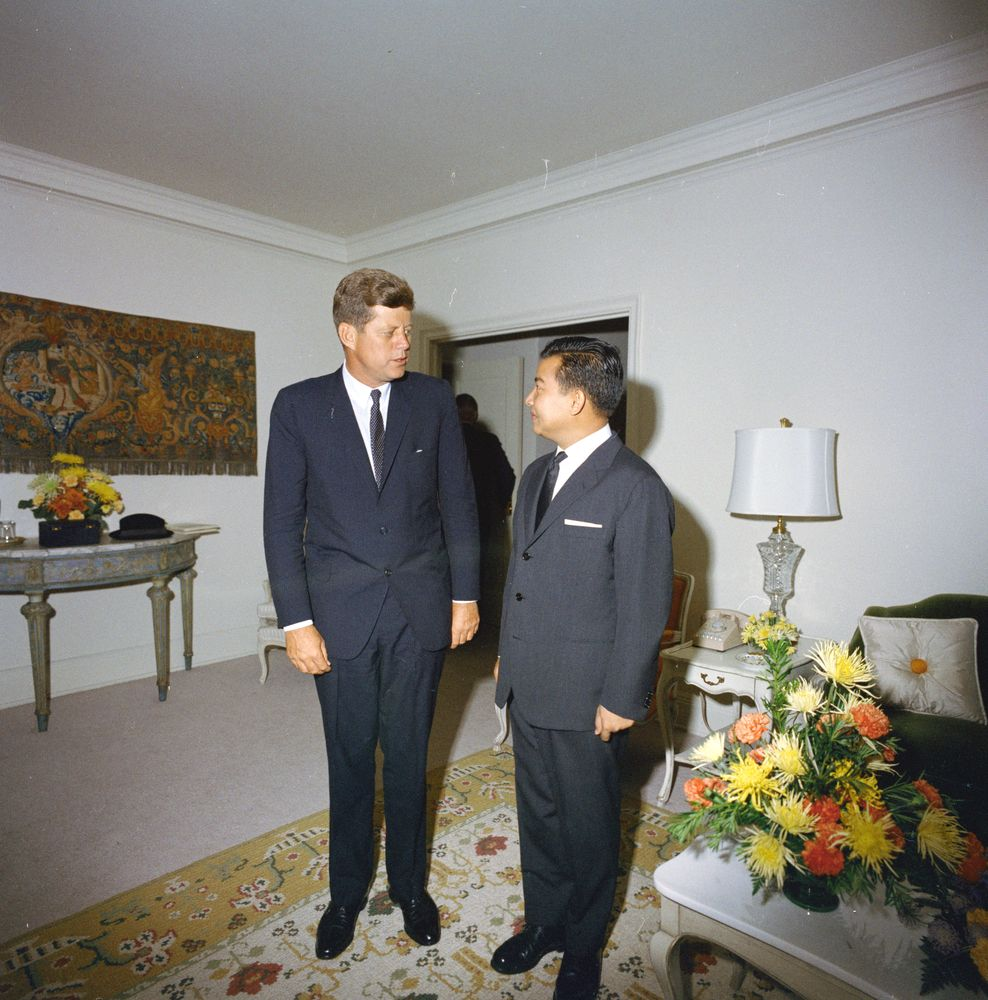
約翰·肯尼迪与柬埔寨国家元首列表诺罗敦·西哈努克（1961年9月25日在纽约）

#### 越南
約翰·肯尼迪在越南方面所涉及的内容一直都被归为机密档案，直到五角大楼文件在1971年被公开后才被解密。在东南亚，約翰·肯尼迪早在1961年就受德怀特·艾森豪威尔总统的影响，开始在越南利用有限的武力对付当地由胡志明为首的越南共产党力量。宣布要与蔓延的共产主义做斗争之后，約翰·肯尼迪制定了一系列政策。
在政治，经济以及軍事上对尚不稳定的越南共和国给予扶持，其中包括运送16,000名军事顾问以及美军特種部隊軍團至该区域。約翰·肯尼迪还默许使用凝固汽油弹、橙劑、喷气式飞机对所有区域进行攻击。美国持续对这一地区进行各种干涉，直到之后直接参与到越南战争当中。
1963年7月，約翰·肯尼迪在越南面临了一个「吴廷琰危机」。越南共和国是個佛教為主的國家，但越南共和国領導人吳廷琰篤信天主教會，對佛教歧視且迫害，屠杀了信奉佛教的示威者，引爆了佛教徒危机，怨聲載道。楊文明等将军们發動了1963年越南共和国政变吴廷琰之死，由楊文明取而代之。而美國聯邦政府同意政變的行動。約翰·肯尼迪同意了对吴廷琰政权的推翻，其中一个原因就是他担心吴廷琰可能会和中立政府（包括共产主义在内）谈判，类似的事曾经在1962年在老挝发生过。美国国务卿迪安·腊斯克曾经说过，“对中立的妥协……就等于投降。”
約翰·肯尼迪把美军在越南的数量从800人增加至16,300人。很多历史学家在此处有一个争论点，那就是約翰·肯尼迪是否想通过这次在越南的军事行动来谋求在1964年选举中的连任。約翰·肯尼迪的以及后来林登·约翰逊总统的国防部长罗伯特·麦克纳马拉陈述过，約翰·肯尼迪曾经非常想在1964年的选举后从越南抽身出来。在电影《戰爭迷霧》中，不仅是罗伯特·麦克纳马拉提到过这个，一盘由林登·约翰逊录制的磁带也证实了約翰·肯尼迪确实计划过从越南撤军——一个林登·约翰逊并不赞成的计划。还有另一个证据就是在約翰·肯尼迪的国家安全措施备忘录（Kennedy's National Security Action Memorandum，NSAM）第263号文件（1963年10月11日）中下达了在1963年年底前撤军1,000人的命令。不过，由於需要推翻吴廷琰的政权，可能实际发生的事情正好相反，但是，自从約翰·肯尼迪在美利坚大学做了关於世界和平的演说后（1963年6月10日），他在冷战中总体上确实走了鷹派的路线。
在約翰·肯尼迪遇刺之后，新任总统林登·约翰逊在1963年11月26日立即用他自己的NSAM第273号文件推翻了肯尼迪之前关於在1963年年底前撤军1000人的决定。

#### 西柏林演讲

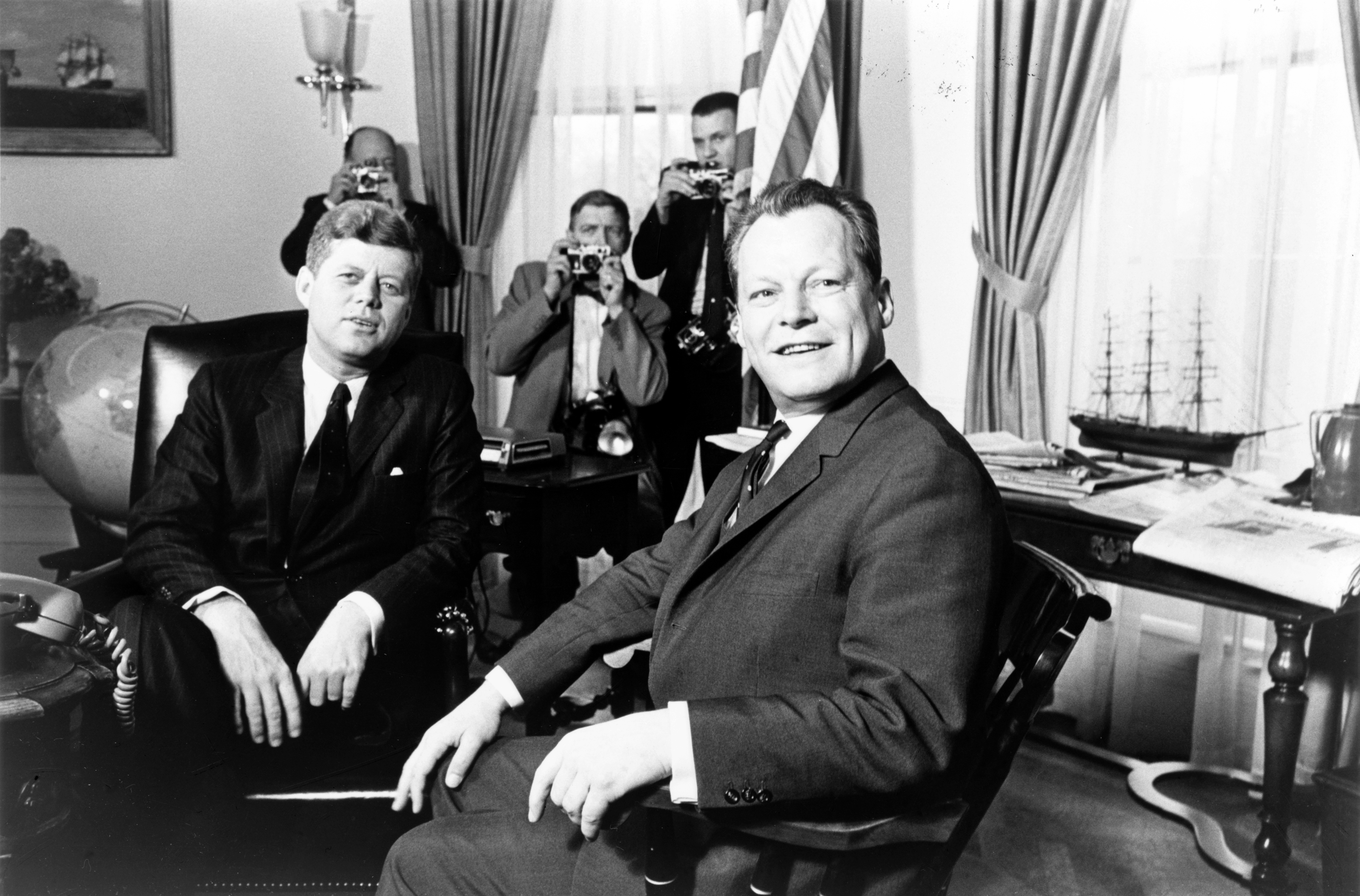
1961年3月，約翰·肯尼迪会晤西柏林市长维利·勃兰特。

第二次世界大战之后，在苏联和同盟国同时施加的压力之下，德国被分裂成立两部分——東德和西德，而前者在苏联的控制之下。在1963年6月26日，約翰·肯尼迪访问了西柏林并做了一次公开批评共产主义的演讲。約翰·肯尼迪把柏林墙的建成当成了一个共产主义失败的例子：“自由十分不易，民主也并不完美，但是我们从没有把我们的人民用墙围起来。”这次演讲因为用到了一句非常有名的短语“Ich bin ein Berliner”（“我是柏林人”）而家喻户晓。在約翰·肯尼迪说出这句话时有将近六分之五的西柏林市民站在街上聆听。他在日后还补充到：“我们再也不会有像那天的一天了。”

#### 禁止核试验条约
由於长时间受到放射性污染和核武器扩散的威胁，肯尼迪推动了一项“部分禁止核試驗條約”。条约中禁止在地面、大气层以及水下进行核试验，但是并不禁止在地下进行试验。美国、英国和苏联是最初的签约国。約翰·肯尼迪于1963年将这份条约写入法案。

#### 伊拉克
1963年，約翰·肯尼迪管理处支持了一场由阿卜杜勒-卡里姆·卡塞姆将军领导的针对伊拉克政府的政變，他曾经在5年前推翻了伊拉克的君主制。中央情报局帮助新的阿卜杜塞拉姆·阿里夫阿拉伯复兴社会党－伊拉克地区政府铲除左派及共产主义人士。在萨达姆·侯赛因统治时期复兴党的屠杀中，伊拉克政府使用了由中情局提供的左派及共产主义人士清单，系统性的暗杀了无数知识分子，其中包括上百名的医生，教师，技术人员，律師和其他专业人员。美国和英国的石油公司，包括埃克森美孚，贝克勒尔，BP在这之后开始在伊拉克得到发展壮大。

### 支持太空计划

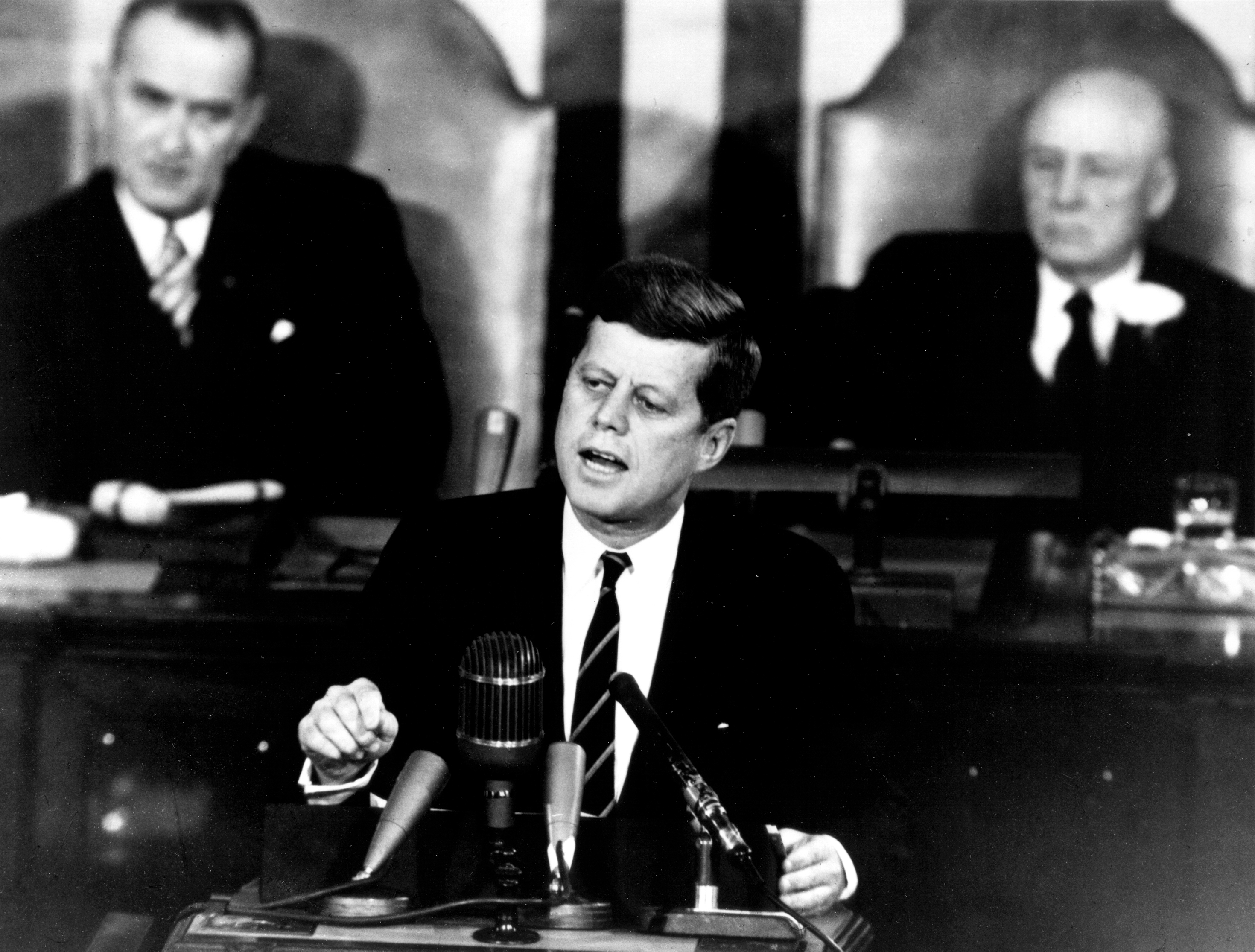
約翰·肯尼迪於1961年5月25日發表演說

約翰·肯尼迪急切地希望美国在太空競賽中保持领先。谢尔盖·赫鲁晓夫回忆说約翰·肯尼迪分别在1961年6月和1963年秋两度与他父亲尼基塔·赫鲁晓夫商讨在太空计划方面的合资事宜。在早先，苏联在太空探索方面遥遥领先于美国。約翰·肯尼迪于1961年5月25日在议会发表了演说：
“首先，我深信我们的国家将在这个十年结束前完成一个目标，即让宇航员登陸月球并安全返回。没有任何单一的航天计划会比这个更能使人类振奋，也没有任何计划比此对远程宇宙探索更重要。也没有任何计划像登月一样昂贵且充满挑战。”
迟些时候約翰·肯尼迪于1962年9月12日在萊斯大學发表了我們選擇登月：
- “没有一个期望成为其他国家领跑者的国家会在太空競賽上甘于落后。”
- “我们现在选择登月或做任何别的事情不是因为他们容易，而是因为他们充满挑战。”

在与尼基塔·赫鲁晓夫的第二次会谈中，他劝说苏联人进行成本分摊是有益的，美国人在太空项目上稳步前进。美国发射了一颗地球同步轨道并在议会通过了超过250亿的预算给阿波罗计划。
尼基塔·赫鲁晓夫在1963年晚期同意了合作，但約翰·肯尼迪在协定付诸实施前遇刺。1969年7月20日，約翰·肯尼迪遇刺六年后，阿波罗11号成功登陸月球。

## 遇刺身亡
1963年11月22日，約翰·肯尼迪在副总统林登·约翰逊陪同下到德克萨斯州的達拉斯市访问。12时30分，約翰·肯尼迪乘坐一辆敞蓬汽车游街拜会市民，行至一个拐弯处时（Main Street），埋伏的枪手向他开了枪，第一槍打中約翰·肯尼迪的喉部，賈桂琳·甘迺迪在約翰·肯尼迪受到最後致命的一槍頭部爆裂時，直覺反射動作地攀爬到長禮車後緣，捧回激射而出的腦部組織並一直捧到醫院，交給醫師。而約翰·肯尼迪在送往帕克蘭紀念醫院前受到槍殺時當下就已到院前心肺功能停止。数小时后，李·哈维·奥斯瓦尔德被警方逮捕，初步认定为刺杀总统的嫌犯；但隨著奧斯華在两天后亦被枪杀，使案情趋于复杂化。林登·约翰逊宣誓就任总统后下令组成以最高法院院长沃伦为首的调查组。一年后，调查组提交报告（即著名的《華倫委員會》）认为整个事件全是李·哈维·奥斯瓦尔德一人作案。美国民众普遍表示不相信这个结论。此后数年，民间有很多人士尝试调查此案，并出版了相当数量的畅销书。在层出不穷且充满想象力的结论中，古巴政府、中央情报局甚至副总统林登·约翰逊都曾被列为主要怀疑对象，以致美国政府在1979年重新组织了HSCA调查并否定一些阴谋论说法。现在華倫委員會和HSCA报告已经全文在网络上公开。

## 著作
约翰 肯尼迪《当仁不让》1956，中文版2015上海译文出版社

## 個人生活

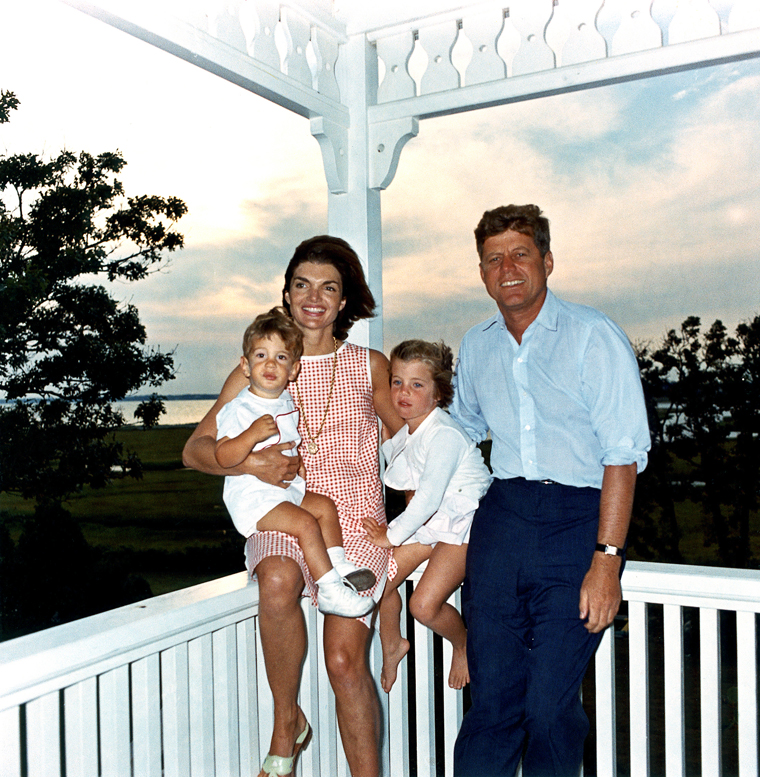
約翰·甘迺迪與他的妻兒在馬薩諸塞州海恩尼斯港的合照
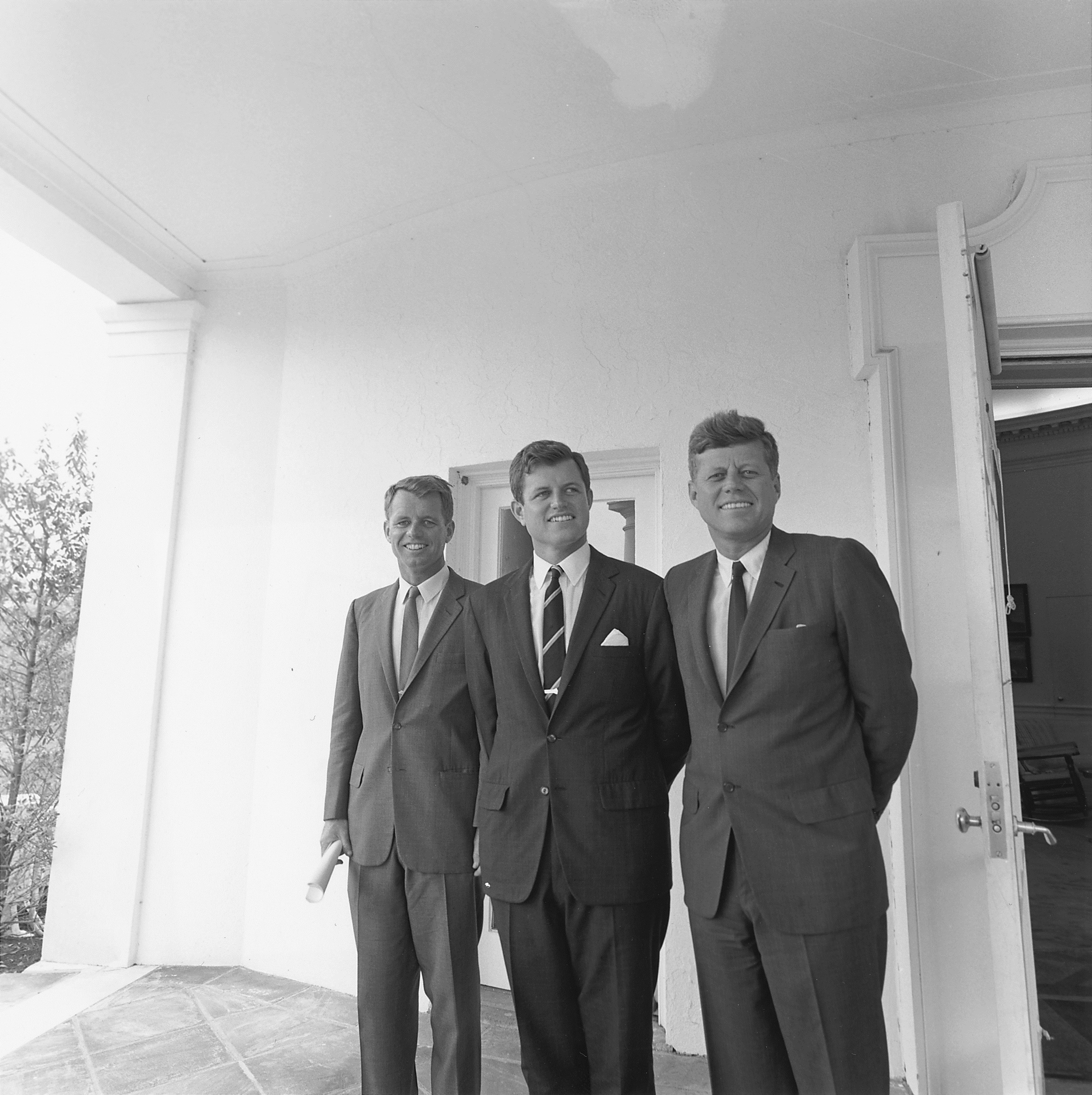
約翰·甘迺迪兄弟：1963與美國司法部長羅伯特·弗朗西斯·甘迺迪和參議員泰德·甘迺迪在白宮的合照

肯尼迪家族是美國歷史最悠久的政治家族之一，產生了一名總統、三名參議員，以及其他多個代表和政治人物。1951年，約翰·肯尼迪（Kennedy）成為國會議員時，開始了為期7週的亚洲之旅。而他與當時25歲的弟弟羅伯特·弗朗西斯·甘迺迪因彼此之間的年齡相距數年使兄弟倆在此之前很少見面，這次亚洲之旅是他們一起度過的第一次漫長時光，使他們成為了最好的朋友。羅伯特·甘迺迪最終在哥哥的職業生涯中扮演重要角色，擔任哥哥的司法部長和總統顧問。羅伯特·甘迺迪在後來參與1968年美国总统选举時亦被刺殺身亡，而約翰·肯尼迪的另一個兄弟泰德·甘迺迪則曾參與1980年美国总统选举未果。

### 婚姻與家庭
當約翰·肯尼迪還是國會議員時，便遇到了他的未來妻子杰奎琳·肯尼迪。記者在晚宴上介紹了兩人。約翰·甘迺迪便在1953年9月12日當選參議員一年後便與杰奎琳·肯尼迪結婚了。他們的第一位女兒在1956年流產（其女兒阿拉貝拉·肯尼迪）後，他們的第二位女兒卡羅琳·肯尼迪於1957年出生，現在是約翰·肯尼迪的直系親屬中唯一仍然在世的成員。他們的第一位兒子小约翰·肯尼迪，出生於1960年11月25日，即父親當選總統17天后。小约翰·肯尼迪畢業於布朗大学，他於1999年駕駛着一架小型飛機的途中墜毀，享年38歲。1963年，在約翰·肯尼迪被刺殺數月之前，杰奎琳·肯尼迪產下了第二個兒子帕特里克·布维尔·肯尼迪。但是，由於出生後的新生儿呼吸窘迫综合征，於2天后死亡。

### 健康

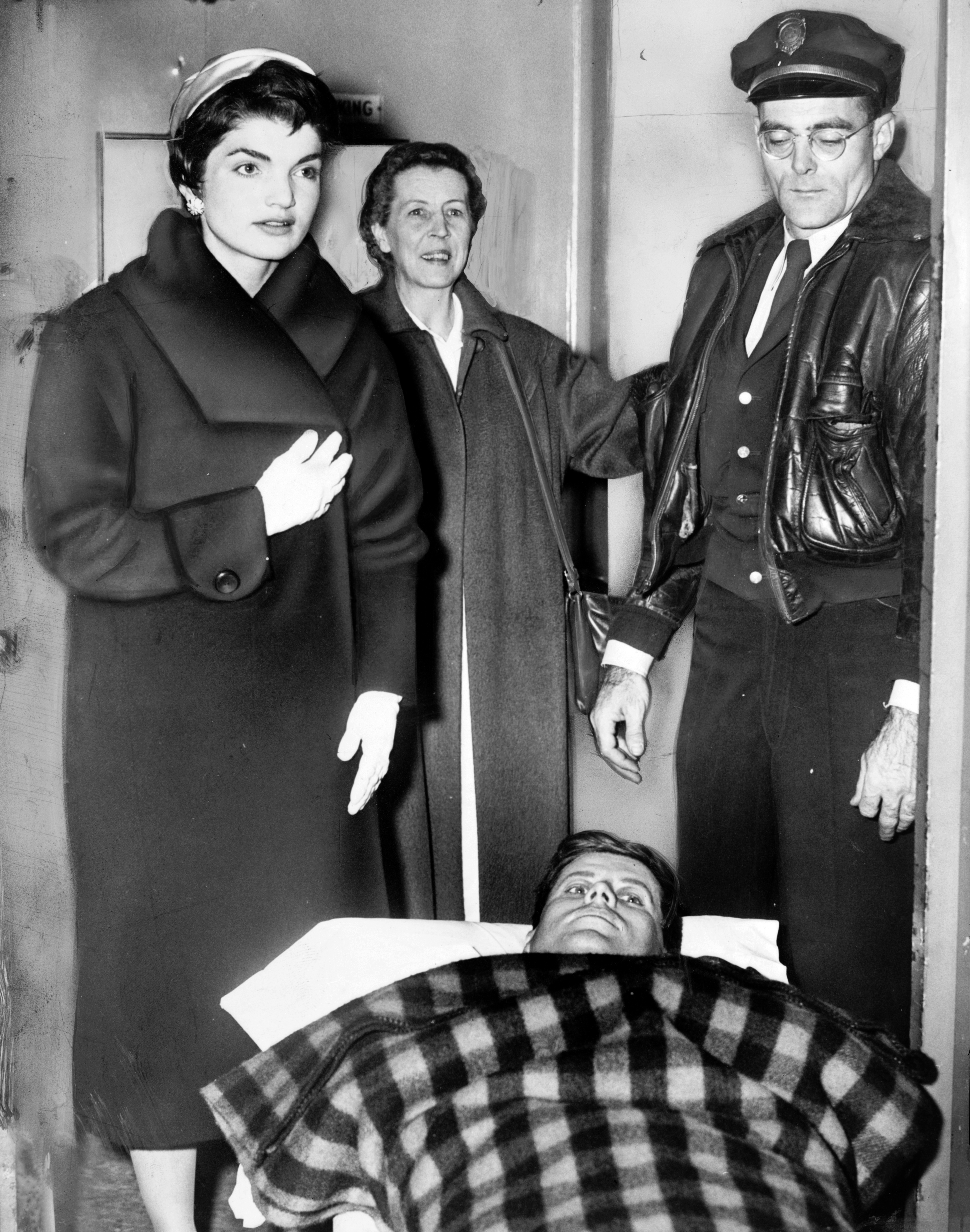
約翰·甘迺迪在完成脊椎外科手術後躺在床上，他的妻子在旁陪同(1954年)

約翰·甘迺迪的一生都在與各種疾病做著鬥爭。在三歲生日前三天，他患上了惡性猩红热。1930年秋天開始，他患上了一種無法確診的疾病，後來確診為愛迪生氏病。這種疾病使得他的內分泌發生紊亂，免疫力降低。由於擔心自己的健康問題影響到政治前途，所以一直以來，約翰·甘迺迪都在嚴格保密著自己的醫療史，甚至在他遇刺之後也不為人知。他一直以甾体類藥物來抵禦愛迪生氏症帶來的身體虛弱的影響，並依賴大量的鎮靜劑、止痛藥、睾酮、抗细菌药和安眠药等來對付其他併發症。
直到1961年末，約翰·肯尼迪就他在藥物和運動方面的適當平衡產生分歧。而約翰·甘迺迪更喜歡前者，因為他的時間緊迫，希望立即得到治療。在這段時間裡，他的內科醫生確實在白宮地下室添置了一些健身器材，而約翰·肯尼迪每週會在那裡做三次背部的伸展運動。這些和其他醫療問題的細節在約翰·肯尼迪的一生中沒有公開披露。白宮的主治醫生意識到，過度使用甾体和苯丙胺，在醫學上是不合適的，並採取了有效措施將這些藥物從約翰·甘迺迪的治療中除名。醫師從約翰·肯尼迪總統檔案中的病歷，他認為約翰·肯尼迪的領導能力（例如古巴导弹危机和1963年期間的一些事件）在停止接受治療後得到很大改善。

### 婚外情和友誼

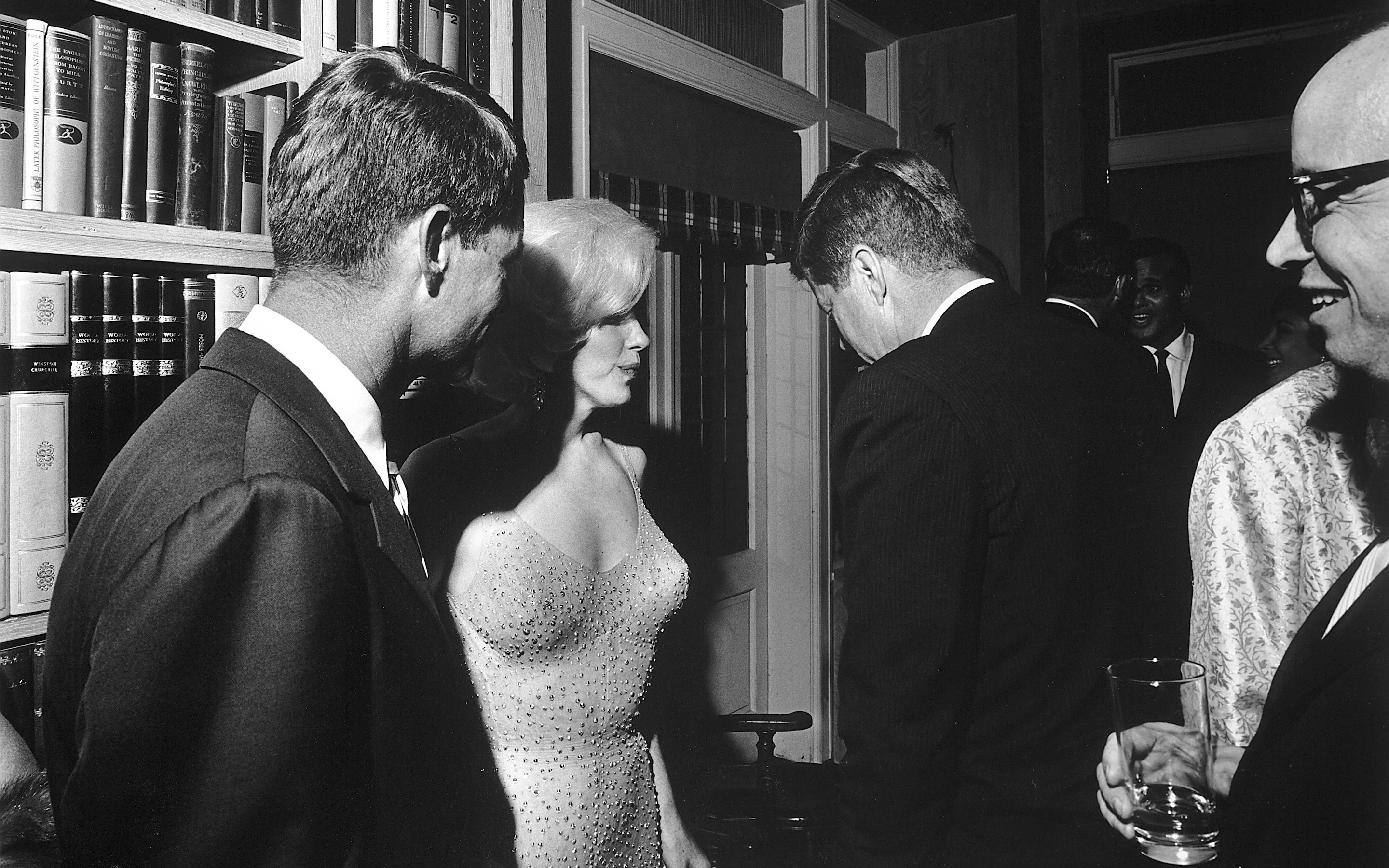
司法部部長羅伯特·弗朗西斯·甘迺迪、瑪麗蓮·夢露和約翰·甘迺迪，在1962年5月19日生日前夕晚會。

約翰·肯尼迪在1940年代與丹麥女記者英加·阿瓦德（Inga Arvad）和女演員珍·泰妮（Gene Tierney）交往時是單身。據報導，約翰·肯尼迪在擔任總統之前和之後與許多婦女有關係，包括玛丽莲·梦露和他的妻子的新聞秘書帕梅拉·盖伊。
而萊姆·比林斯是約翰·肯尼迪的摰友。他在約翰·肯尼迪的幾處住所中都有自己的房間。儘管他們之間從來沒有任何同性戀活動的證據，但約翰·肯尼迪經常在結婚後與他的摰友共享一間臥室。

## 形象、社会生活和家庭生活
肯尼迪与他的妻子積琪蓮比其他的总统和第一夫人都更加年轻。他们對大眾影响力的體現方式与歌星、影星类似，他們的照片经常登上时尚杂志的封面。第一夫人杰奎琳购置了许多家具和艺术品，并把白宫所有房间翻修一新。
在白宫草坪之外肯尼迪添置了幼儿园、游泳池和树屋。杰奎琳很少允许为孩子们照照片，但当她不在时总统会允许白宫摄影师塞西尔·斯托顿去拍摄孩子们的照片。最受欢迎的照片包括一张小约翰在总统办公桌底下嬉戏的照片。

### 绯闻
傳聞肯尼迪與瑪莉蓮·夢露發生關係，及傳聞因瑪莉蓮曾觀看機密的太空外星生物檔案而被肯尼迪的官員發現及謀殺，而非外界所說服食安眠藥自殺。
美國波士頓大學歷史學教授Robert Dallek在2003年寫的甘迺迪傳記裡，提到甘迺迪最喜歡的情婦是Mary Pinchot Meyer，而Mary Meyer在甘迺迪被暗殺後，於1964年也遭不明人士開槍擊中多處要害遇害，此案件一直未偵破。
一位名为Mimi Alford的前白宫实习生在2011年透露，肯尼迪曾与其有长达18个月的私情。肯尼迪曾因担心其怀孕而亲自安排其接受堕胎医生的怀孕检查，尽管当时堕胎在美国属于非法。
此外，甘迺迪的妻子賈姬也被傳出和小叔羅伯特·弗朗西斯·甘迺迪暗通款曲，賈姬的密友更出書爆料第一夫人曾和俄羅斯芭蕾舞王魯道夫·紐瑞耶夫有過一段情。

### 軼事
- 甘迺迪曾經是美國唯一一位信奉羅馬天主教的總統，直到2021年被拜登就任第46任總統，美國出現第二位信奉天主教的總統，這個紀錄才被打破。

### 肯尼迪墓及肯尼迪纪念馆

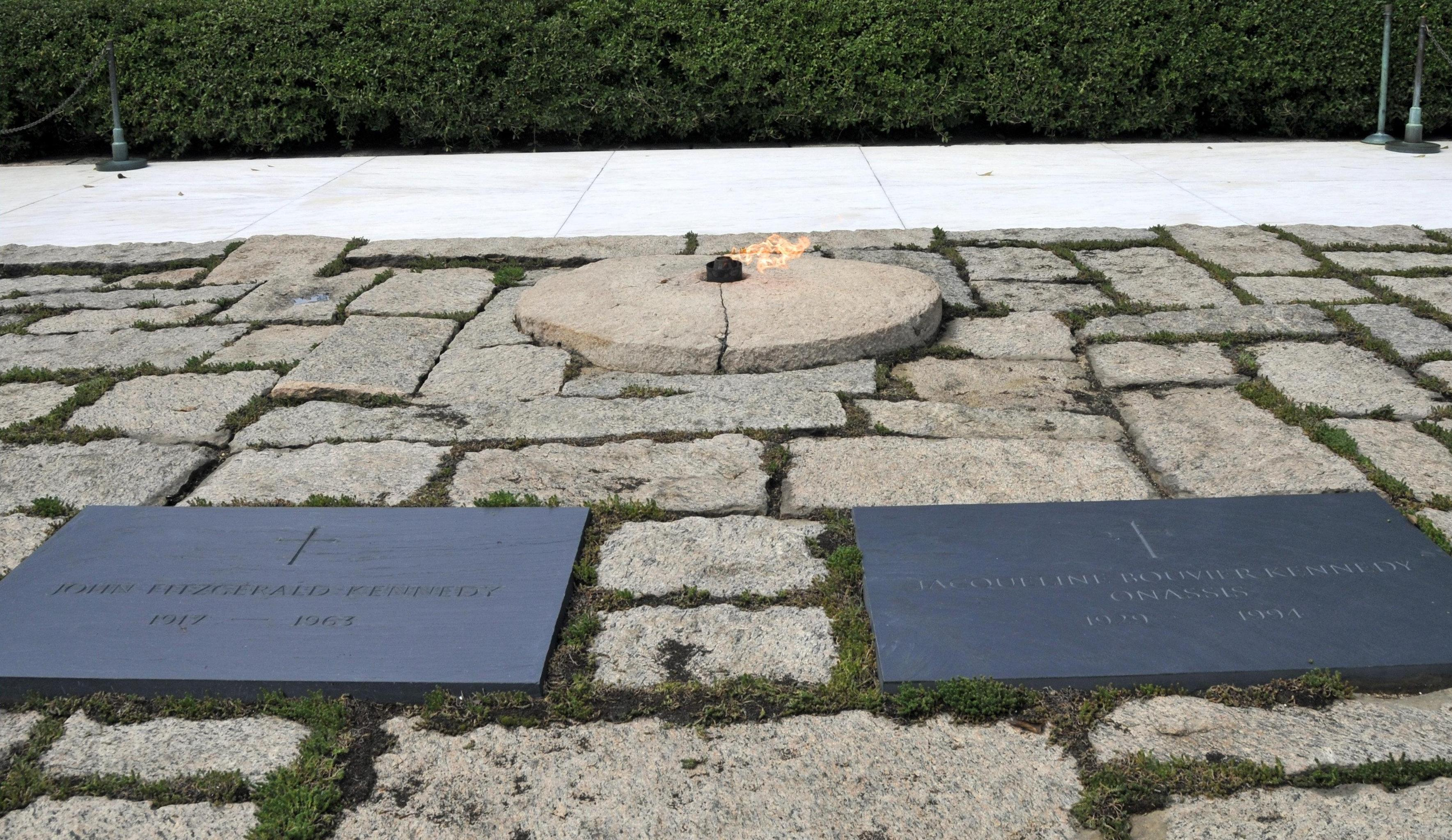
位于阿靈頓國家公墓的肯尼迪總統和夫人賈桂琳·甘迺迪之墓

## 遗产及纪念物

### 命名纪念
肯尼迪遇刺后，其名并用在许多地方以表纪念：

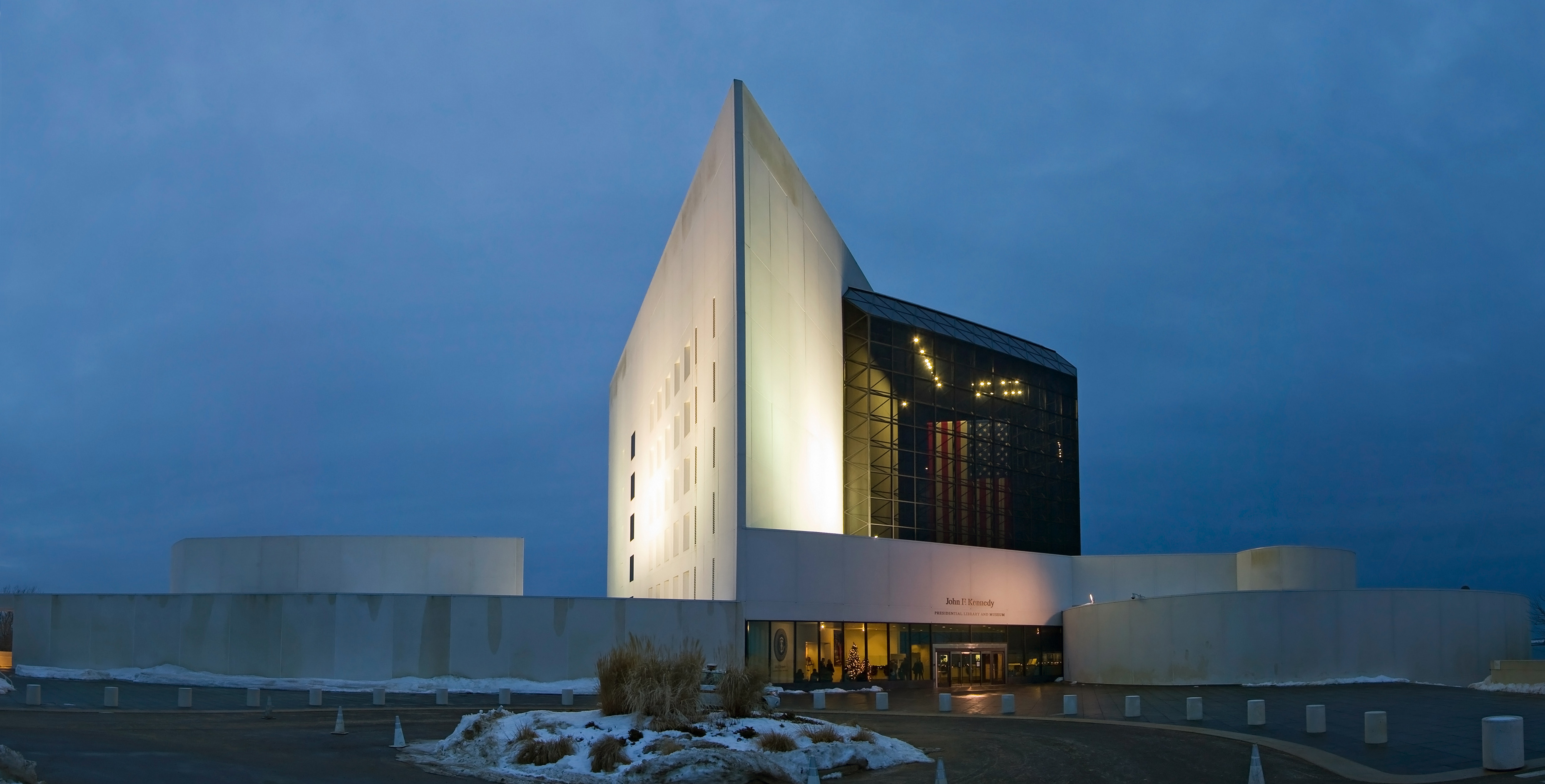
位於波士頓近郊多切斯特哥倫比亞角的甘迺迪總統圖書館暨博物館

- 纽约艾德威尔德国际机场在1963年12月24日被正式更名为约翰·F·肯尼迪国际机场，大多数人都习惯把那裡简称为“JFK”（该机场的三字母代码）。
- 美国国防部将1967年5月27日下水，舷号CV-67的航空母舰命名为甘迺迪號（USS John F. Kennedy）。2009年CV-67除籍，2011年美國海軍宣布此一艦名將由CVN-79繼承。
- 1964年在加利福尼亚州普利斯坦特山开设的一所成人教育高等学校被定名为约翰·F·肯尼迪大学。
- 为纪念肯尼迪，位於华盛顿特区，兴建中的美国全国文化中心被更名为约翰·肯尼迪表演艺术中心，后于1971年正式向公众开放。
- 位於佛罗里达州东海岸的卡纳维拉尔角在1963年底被更名为肯尼迪角（Cape Kennedy），但在1973年恢复原有名称。
- 1963年11月，位於卡纳维拉尔角的发射操作中心（Launch Operations Center）被更名为约翰·F·肯尼迪太空中心。
- 美国财政部发行了五千万枚铸造有肯尼迪头像的50美分硬币，但因为民众要把它作为纪念品珍藏起来而致使其无法在市面上保持经常流通。
- 肯尼迪纪念馆（Kennedy memorial）在英国朗尼米德（Runnymede）建立，大宪章（Magna Carta）就是在那里被密封的。纪念馆坐落在赠送给美国的一英亩土地上。[10]
- 美國世界復康基金运用捐款在香港南区沙湾兴建了一所肢体伤残學校，并将之命名為，於1967年啟用。
- 全美各地的各种委员会都一致通过改变地名的方法来表示对肯尼迪总统的敬意，致使有不计其数的“肯尼迪公路”、“肯尼迪机场”、“肯尼迪中学”、“肯尼迪大街”等地名出现。

## 大眾文化
- 《刺杀肯尼迪》：1991年電影。
- 《驚爆十三天》：2000年電影，由布魯斯·格林伍德飾演。
- 《克隆高校（英语：Clone High）》：2002年動畫劇集，複製人JFK由克里斯多福·米勒配音。
- 《甘迺迪家族（英语：The Kennedys (miniseries)）》：2011年迷你劇，由格雷戈·金尼爾飾演。
- 《白宮第一管家》：2013年電影，由詹姆斯·馬斯登飾演。
- 《關鍵目擊》：2013年電影，由布雷特·史蒂美利（Brett Stimely）飾演。
- 《刺殺甘迺迪（英语：Killing Kennedy (film)）》：2013年電視電影，由羅伯·勞飾演。
- 《第一夫人的秘密》：2016年電影，由卡斯帕爾·菲利普森（英语：Caspar Phillipson）飾演。
- 《LBJ（英语：LBJ (2016 film)）》：2016年電影，由傑佛瑞·唐納文飾演。
- 《王冠》：2017年電視劇，由麥可·C·霍爾飾演。
- 《美國：一部電影》：2021年動畫電影，片中約翰·甘迺迪出席林肯的葬禮。
- 《金髮夢露》：2022年電影，由卡斯帕爾·菲利普森飾演。

## 延伸阅读

### 第一手资料
- Goldzwig, Steven R. and George N. Dionisopoulos, eds. In a Perilous Hour: The Public Address of John F. Kennedy, text and analysis of key speeches (1995)

### 第二手资料
- Brauer, Carl. John F. Kennedy and the Second Reconstruction (1977)
- Burner, David. John F. Kennedy and a New Generation (1988)
- Dallek, Robert. . Brown, Little. 2003. ISBN 978-0-316-17238-7.
- Freedman, Lawrence. Kennedy's Wars: Berlin, Cuba, Laos, and Vietnam (2000)
- Fursenko, Aleksandr and Timothy Naftali. One Hell of a Gamble: Khrushchev, Castro, and Kennedy, 1958-1964 (1997)
- Giglio, James. The Presidency of John F. Kennedy (1991), standard scholarly overview of policies
- Harper, Paul, and Joann P. Krieg eds. John F. Kennedy: The Promise Revisited (1988) scholarly articles on presidency.
- Harris, Seymour E. The Economics of the Political Parties, with Special Attention to Presidents Eisenhower and Kennedy (1962)
- Hersh, Seymour (1997) The Dark Side of Camelot Highly negative assessment
- Heath, Jim F. Decade of Disillusionment: The Kennedy-Johnson Years (1976) general survey of decade
- Kunz; Diane B. The Diplomacy of the Crucial Decade: American Foreign Relations during the 1960s (1994)
- O'Brien, Michael. John F. Kennedy: A Biography (2005), the most detailed biography
- Parmet, Herbert. JFK: The Presidency of John F. Kennedy (1983)
- Piper, Michael Collins. " Final Judgment" 2004 (sixth edition). American Free Press.
- Reeves, Richard. President Kennedy: Profile of Power (1993) balanced assessment of policies
- Reeves, Thomas. A Question of Character: A Life of John F. Kennedy (1991) hostile assessment of his character flaws
- Schlesinger, Arthur, Jr. A Thousand Days: John F. Kennedy in the White House (1965) by a close advisor.
- Sorenson, Theodore. Kennedy (1966) by a close advisor.